# Teoria di Teichmüller inter-universale
La teoria di Teichmüller inter-universale (Inter-Universal Teichmüller Theory, IUT o più raramente IUTT, IUTeich e IUTch), indicata anche come teoria della deformazione aritmetica (ADT), è una teoria in geometria mono-anabeliana assoluta (una branca della geometria aritmetica) e geometria algebrica che è oggetto di dibattiti in particolare nella comunità dei matematici. La teoria è stata sviluppata da Shin'ichi Mochizuki e pubblicata il 30 agosto 2012 per dimostrare la congettura abc, una congettura irrisolta molto importante in teoria dei numeri.
Questa teoria è correlata ai risultati ottenuti nella geometria mono-anabeliana assoluta; inoltre, unisce molti risultati presi da più campi e sottocampi della matematica e in particolare della teoria dei numeri (geometria algebrica, geometria aritmetica, topologia, teoria dei gruppi, teoria degli anelli, teoria degli schemi, teoria dei reticoli, calcolo tensoriale, teoria di Hodge-Arakelov, teoria di Kummer).
Inoltre, è correlata alla teoria di Teichmüller, ma si allontana dalle sue versioni classiche (la teoria di Teichmüller classica applicata alle deformazioni delle superfici di Riemann) siccome la IUT è la sua versione aritmetica, cioè accomodata al campo della geometria aritmetica. In tale senso, secondo lo stesso Mochizuki, la IUT si può pensare come la "teoria di Teichmüller aritmetica" che riguarda la deformazione canonica associata a una curva ellittica su un campo numerico. In altre parole, la IUT è la versione inter-universale o "la versione globale nella teoria di Galois" dell'integrale gaussiano. La IUT, inoltre, è formulata interamente con l'assioma di esistenza degli universi di Grothendieck più la teoria degli insiemi di Zermelo-Fraenkel (detta "ZFC", dove "C" deriva da "choice", scelta), soprattutto quando sono trattate le operazioni di incollatura, sempre effettuate nei diagrammi.

## Storia e prima concettualizzazione
La IUT è stata sviluppata da Shin'ichi Mochizuki (望月 新一), professore e ricercatore al centro RIMS (Research Institute for Mathematical Sciences) dell'Università di Kyoto. Mochizuki è un bambino prodigio in matematica che si è laureato in matematica all'Università di Princeton, in cui è entrato a 16 anni (intorno a settembre 1985) e ha iniziato a studiare le curve e le loro deformazioni. Nella stessa università, ha svolto il PhD in matematica (settembre 1988 - giugno 1992); il referente sia della tesi di laurea che di dottorato era Gerd Faltings. Nel 1993, la tesi di dottorato è stata pubblicata come articolo, The Geometry of the Compactification of the Hurwitz Scheme. Nel mentre, ha svolto per tre anni il ruolo di lettore (Benjamin Peirce Lecturer on Mathematics) al Dipartimento di Matematica dell'Università di Harvard (luglio 1992 - giugno 1995), per poi spostarsi al RIMS (Research Institute for Mathematical Sciences) dell'Università di Kyoto come ricercatore e professore.
Il suo principale interesse è costituito dalle curve iperboliche in geometria aritmetica. Durante i primi Anni '90, dopo il dottorato di ricerca, la sua ricerca in particolare si è focalizzata sulla geometria anabeliana p-adica e sulla teoria di Teichmüller p-adica, dunque una versione particolare della teoria di Teichmüller. Il suo obiettivo era capire le numerose connessioni tra la teoria di Teichmüller e la geometria anabeliana combinatorica delle curve iperboliche.
Fino al 2012, ha sviluppato una teoria che permettesse di risolvere la congettura abc (una congettura molto importante e complessa all'interno della teoria dei numeri con ricadute in primis sulla crittografia) e contemporaneamente che potesse gettare luce su altre congetture non ancora risolte in matematica e portare infine a un'altra dimostrazione dell'ultimo teorema di Fermat, già dimostrato da Andrew Wiles nel 1994.

### Motivazione e concepimento della IUT e la "coricità"
Secondo un report di Mochizuki sulle sue attività di ricerca dall'estate 1992 al 2000, aveva iniziato a indagare le basi per la IUT tra l'estate del 2000 e l'estate del 2006. Per la precisione, la prima intuizione venne dopo il periodo di ricerca sulla teoria di Hodge-Arakelov sulle curve ellittiche (1998-2000), culminata nei suoi due articoli A Survey of the Hodge-Arakelov Theory of Elliptic Curves I e II. In questo filone di ricerca, Mochizuki ha provato a creare, nel contesto della teoria di Arakelov sulle curve ellittiche su campi numerici, una teoria analoga alla teoria di Hodge sui numeri complessi e p-adici. Queste considerazioni, discusse anche con una riformulazione basata sull'uso dell'integrale gaussiano, sono discusse nei due articoli menzionati.
Nello stesso report, Mochizuki indicava come la teoria di Hodge-Arakelov aveva caratteristiche interessanti, come la possibilità di costruire una mappa aritmetica di Kodaira-Spencer, per cui aveva una relazione con la congettura abc, un'importante congettura irrisolta in teoria dei numeri che lo stesso Mochizuki era tentato dal provare a risolvere. Tuttavia, la teoria di Hodge-Arakelov, da sola, non è sufficiente per provare la congettura abc. Pertanto, secondo Mochizuki, per risolverla era necessario usare un framework che andava oltre la geometria aritmetica convenzionale. Durante l'inizio della ricerca, la filosofia di Mochizuki era che l'essenza della geometria aritmetica non consiste negli schemi specifici che sono presenti in un ambiente/setting specifici di geometria aritmetica; la sua essenza risiederebbe piuttosto nei pattern combinatorici astratti che governano le dinamiche di questi schemi specifici e negli algoritmi combinatorici che descrivono questi pattern. Una geometria basata su quest'idea viene detta "geometria inter-universale".
In altre parole, quando si applica la teoria di Hodge-Arakelov (una parte di teoria degli schemi) alla geometria diofantea, sorgono delle difficoltà e ostruzioni tecniche che sono superate con la costruzione di un nuovo tipo di deformazioni matematiche, le deformazioni non-schemi-teoretiche (nonscheme-theoretic deformations), cioè deformazioni matematiche diverse da quelle che sono correlate alla teoria degli schemi. Infatti, a seguito della ricerca sulla teoria di Hodge-Arakelov, in altre parole Mochizuki nell'estate del 2000 era arrivato a stabilire che l'esistenza di un sottospazio moltiplicativo globale e di generatori canonici globali si può pensare come una sorta di analogo aritmetico della nozione in geometria di "famiglia isotriviale di curve ellittiche" e, inoltre, implica l'esistenza di limiti sull'altezza della curva ellittica in considerazione. Da questa considerazione, aveva capito che, con la teoria matematica fino ad allora sviluppata, non si potevano ottenere limiti dell'altezza delle curve ellittiche arbitrarie su campi numerici senza assumere l'esistenza di sottospazi moltiplicativi globali o generatori canonici globali. L'origine di queste ostruzioni in matematica deriva dai poli gaussiani (Gaussian poles) che rendono tutte le disuguaglianze ottenibili vuote: infatti, i morfismi critici di fibrati di rette (line bundles) aritmetici che appaiono in questo contesto hanno poli di ordine molto largo.
Pertanto, Mochizuki ha pensato di rielaborare la teoria di Hodge-Arakelov in modo tale da superare queste ostruzioni date dai poli gaussiani. La sua strategia è stata quella di deformare la teoria degli anelli e la teoria degli schemi. L'idea della deformazione viene dalla teoria della deformazione delle strutture olomorfe di una superficie di Riemann contenuta nella teoria di Teichmuller classica complessa; queste deformazioni sono associate a un differenziale quadratico diverso da zero (nonzero) su una superficie di Riemann. Le deformazioni, nella teoria di Teichmuller classica complessa, riguardano la dimensione olomorfa: essa è composta da due dimensioni inerenti reali che vengono disaccopiate (decoupling), per cui una delle due viene dilatata mentre l'altra resta invariata/fissa/indeformata. Dunque, in altre parole, il concepimento della IUT è legato a sviluppare una versione della teoria di Teichmuller nel campo della geometria aritmetica su curve ellittiche in un campo numerico.
Un altro spunto per optare per la deformazione viene dalla teoria di Teichmuller p-adica sviluppata dallo stesso Mochizuki tra il 1996 e il 1999: la versione della teoria di Teichmuller applicata ai numeri p-adici contiene le stesse deformazioni riadattate ai numeri p-adici. La teoria sviluppata era incentrata sui sollevamenti canonici p-adici (p-adic canonical liftings) sulle curve iperboliche su un campo perfetto con caratteristiche positive e dotato di un fibrato indigeno ordinario nilpotente; nella teoria, sono usati i vettori di Witt W(F) associati a un campo perfetto F. Riformulando a partire dalla teoria di Teichmuller p-adica, l'obiettivo era quello di sviluppare una teoria analoga a ma pensata per curve ellittiche forate su campi numerici e non per curve iperboliche su un campo perfetto di caratteristiche positive. Pertanto, la "geometria inter-universale" di Mochizuki è stata poi battezzata dallo stesso "Teoria di Teichmüller inter-universale" a causa del ruolo centrale delle deformazioni, già trattate da Teichmuller.
Questa deformazione/distorsione in geometria aritmetica però avrebbe portato inevitabilmente ad alcune perdite di informazioni negli oggetti matematici colpiti da deformazione; al contempo, alcune parti/porzioni di questi oggetti matematici restano immuni agli effetti della deformazione, per cui conservano l'informazione e sono "invarianti". Pertanto, il concepimento della IUT è legato alla necessità di studiare la deformazione della teoria degli schemi e degli anelli, le porzioni di oggetti matematici immuni alla perdita di informazioni ("nuclei", in inglese "cores") e il volume astratto della perdita di informazioni nelle porzioni non immuni. I nuclei, dunque strutture matematiche invarianti rispetto alle deformazioni, hanno in altre parole la proprietà di "coricità" (coricity, letteralmente "nucleità").
In sintesi, le tre cause che hanno portato al concepimento della IUT sono:
- lo studio dell'essenza della geometria secondo Mochizuki (la combinazione di schemi e una serie di algoritmi dietro a questi pattern combinatorici)
- il superamento dei limiti della teoria di Hodge-Arakelov per risolvere problemi di teoria dei numeri (e.g., la congettura abc)
- lo sviluppo di una teoria delle deformazioni (concetto ripreso dalle deformazioni nella teoria di Teichmuller classica complessa e dalla teoria di Teichmuller p-adica) in geometria aritmetica per le curve ellittiche su campi numerici (individuare e studiare le porzioni di oggetti e strutture matematiche perdono informazioni e quelle che invece sono coriche, a quanto ammonta il volume della perdita di informazione)

Pertanto Mochizuki, per realizzare questi tre punti, ha sviluppato un nuovo approccio in geometria anabeliana, la "geometria mono-anabeliana assoluta".

### La geometria mono-anabeliana assoluta e la "mono-analicità"
La geometria anabeliana è una branca della teoria dei numeri che descrive il modo in cui il gruppo fondamentale algebrico G appartenente a una varietà aritmetica X permette di riottenere X. Due importanti matematici che vi hanno contribuito sono Kenkichi Iwasawa e Alexander Grothendieck, autore della congettura anabeliana di Grothendieck; questa congettura è stata dimostrata con il lavoro di Akio Tamagawa e dello stesso Shin'ichi Mochizuki.
Tuttavia, la geometria anabeliana generica non basta siccome è necessaria una sua versione (o "approccio, variante") particolare, la geometria mono-anabeliana assoluta. Questo approccio è capace di ricostruire/ripristinare la curva per una certa classe di curve iperboliche su campi numerici (o su altri campi) a partire dal suo gruppo algebrico fondamentale; è detta "assoluta" perché l'approccio è condotto in un ambiente/setting in cui non si tiene in considerazione il gruppo di Galois assoluto del campo base. La geometria mono-anabeliana assoluta in particolare tratta alcuni tipi di curve iperboliche di tipo Belyi su campi numerici e campi locali, per cui la geometria anabeliana classica viene estesa parecchio; data una curva caratterizzata da un gruppo fondamentale étale (étale fundamental group), vengono costruiti algoritmi per produrre la curva a partire proprio dal gruppo fondamentale étale, fino ad arrivare all'isomorfismo. L'approccio non assoluto e classico della geometria anabeliana è ribattezzato da Mochizuki "geometria bi-abeliana". 
Lo stesso Mochizuki ha sviluppato la geometria mono-anabeliana assoluta tra il 2000 e il 2006 proprio per iniziare a costruire una "geometria inter-universale" e alcuni risultati utili pubblicati in Topics in Absolute Anabelian Geometry I (2012), II (2013) e anche III (2015):
- i monoidi che appaiono nella geometria degli schemi logaritmici (log schemes);
- i gruppi fondamentali aritmetici (cioè le categorie di Galois trattate nella geometria anabeliana);
- la struttura astratta dei grafi (il grafico duale di una curva degenere stabile).

Altri risultati che portano allo sviluppo della IUT sono contenute in ulteriori articoli:
- The geometry of anabelioids (2001);
- The absolute anabelian geometry of canonical curves (2001);
- Categorical representation of locally noetherian log schemes (2002);
- Semi-graphs of anabelioids (2004);
- Conformal and quasiconformal categorical representation of hyperbolic Riemann surfaces (2004);
- Absolute anabelian cuspidalizations of proper hyperbolic curves (2005);
- The geometry of Frobenioids I e II (2005), in cui Mochizuki per la prima volta descrive una nuova categoria nella geometria mono-anabeliana assoluta, i "frobenioidi", intorno ai quali costruisce la teoria dei frobenioidi. In questo articolo in particolare, Mochizuki mostra come strutture come le categorie di Galois e i monoidi operano l'una sull'altra Mochizuki, nel corso degli anni, ha più volte ripubblicato gli articoli in versione aggiornata, ad esempio per migliorare le spiegazioni.
- The étale theta function and its frobenioid-theoretic manifestations (2008). L'articolo non viene citato nel report, ma contiene la funzione theta étale utilizzata da Mochizuki. La funzione theta étale viene descritta come "la classe di Kummer della funzione theta (nel suo formato algebrico fondamentale classico) associata a una curva di Tate su un campo locale di caratteristiche miste non-archimedeo". L'articolo tratta anche il suo ambiente di studio ("ambiente mono-theta", ricco di proprietà di rigidità).

In questo contesto, oltre al concetto di "coricità" o "nucleità" (coricity), è stato concepito il concetto di "frobenioide" e di "mono-analitico". Il frobenioide come nome è la fusione di "Frobenius" e "monoide". Il monoide è una struttura appartenente alla teoria delle categorie e che appare nella teoria degli schemi logaritmici; il frobenioide è una categoria che soddisfa alcune proprietà astratte e che sorge dalla cancellazione la parte di schema inerente di uno schema logaritmico, per cui gli resta solo lo schema non-inerente. In altre parole, il frobenioide è una categoria che sorge dalla considerazione della geometria dei divisori e dei fibrati di rette sulle varie coperture connesse di uno schema noetheriano normale irriducibile.
"Mono-analitico" è il termine analogo di "analitico reale" applicato in contesto di geometria mono-anabeliana assoluta, per la precisione nelle deformazioni di una struttura olomorfa aritmetica in un campo numerico dotato di una curva ellittica. Per analogia, le strutture mono-analitiche sono paragonate alle mappe quasi-conformi tra superfici di Riemann (per la precisione, alla superficie analitica reale sottostante). Quando un oggetto matematico è mono-analitico, nella IUT viene indicato con il simbolo {\displaystyle \vdash } scritto come apice (solitamente sulle strisce di numeri primi); il simbolo è ripreso dal campo della logica.
Uno dei punti di partenza per elaborare la IUT è la scelta di una curva ellittica forata (cioè a cui viene tolto un punto, specificatamente l'origine {0}). L'articolo di panoramica di Mochizuki spiega come mai viene scelta la curva ellittica forata; la spiegazione coinvolge il fatto che le curve di Tate sia complesse che p-adiche permettono di correlare le due dimensioni aritmetiche inerenti di campi locali alle due dimensioni geometriche inerenti di una curva di Tate (ellittica); nelle curve di Tate complesse, tali dimensioni sono osservate nei gruppi topologici di tali curve ellittiche, mentre nelle curve di Tate p-adiche sono osservate nei gruppi étale fondamentali di tali curve ellittiche. La mappatura di tale correlazione è offerta dalla copertura naturale (natural covering) Gm di cui è dotata la curva di Tate. In generale, il gruppo aritmetico fondamentale di una curva ellittica forata in un punto su un campo aritmetico (campo numerico o campo locale p-adico) hanno notevoli proprietà di rigidità.
Nella IUT, le porzioni locali di deformazioni di un campo numerico equipaggiato con una curva ellittica forata una volta sono ottenute separando una dimensione aritmetica dall'altra; una è quella costituita dai gruppi di valore, "value groups", attraverso una funzione theta, mentre l'altra è costituita dai gruppi di unità (groups of units). Dopodiché, la dimensione aritmetica costituita attraverso una funzione theta viene deformata, mentre l'altra viene lasciata fissa e invariata. Le due unità sono poi ricongiunte.

### Il punto di svolta
Nel 2006, quando ormai questi risultati preliminari e dunque l'impalcatura della geometria mono-anabeliana assoluta è stata fondata, degli ulteriori articoli pubblicati tra il 2006 e la primavera del 2008 hanno preparato alla IUT con delle idee in forma più definita; l'idea fondamentale era quella di sviluppare una teoria nuova e analoga alla teoria di Teichmüller p-adica sviluppata da Mochizuki stesso e applicata alle curve iperboliche dotate di un fibrato indigeno ordinario e nilpotente; questa teoria nuova e analoga andava sviluppata per i campi numerici equipaggiati con una curva ellittica a una punta (one-pointed) e su cui era applicabile la teoria di Hodge-Arakelov.
Gli articoli preparatori sono proprio The étale theta function and its Frobenioid-theoretic manifestations (2006), Topics in absolute anabelian geometry I: generalities (2008), Topics in absolute anabelian geometry II: decomposition groups (2008) e Topics in absolute anabelian geometry III: global reconstruction algorithms (2008). Questi articoli contengono anche risultati e idee non direttamente collegate alla IUT.
La IUT, a questo punto, se si descrive usando il concetto di integrale gaussiano, è la versione inter-universale o "la versione globale nella teoria di Galois" dell'integrale gaussiano. Inoltre, la trasformazione tra coordinate cartesiane e polari che appartengono all'integrale gaussiano corrispondono, nella sua versione inter-universale, alle strutture simil-Frobenius (Frobenius-like) e simil-étale (étale-like) in The Geometry of Frobenioids I e II. La parola "étale" è traducibile come "immobile".
Shin'ichi Mochizuki, mentre iniziava a sviluppare la IUT, ha anche fondato la geometria anabeliana combinatorica attraverso i suoi lavori A combinatorial version of the Grothendieck conjecture (2007), On the combinatorial cuspidalization of hyperbolic curves (2010) e Topics surrounding the combinatorial anabelian geometry of hyperbolic curves (2012-2013), una serie di quattro articoli scritti insieme al suo studente Yuichiro Hoshi. In particolare, in A combinatorial version of the Grothendieck conjecture, Mochizuki tratta i semi-grafi degli anabelioidi associati a curve stabili degeneri in un framework combinatorico astratto, in cui la teoria degli schemi non appare in modo esplicito.

### La scrittura della IUT
Secondo la sezione "Pensieri" (Thoughts) del suo blog personale, che tuttavia si interrompe nel 2012, nel giugno 2008, dopo la pubblicazione di un suo articolo sulla cuspidalizzazione combinatorica focalizzata sulle curve iperboliche proprie in cui era sul punto di ottenere una generalizzazione del teorema di Matsumoto, aveva indicato che si poteva arrivare facilmente a questo risultato se si applicava una teoria di natura combinatorica che usciva al di fuori della teoria degli schemi. All'epoca stava già sviluppando la IUT. A febbraio 2009, aveva deciso di sviluppare la IUT in tre articoli invece degli originali 2 e aveva già concluso la stesura del primo articolo. Nel mese di ottobre, aveva deciso di sviluppare la teoria in quattro articoli per renderla più chiara, aveva steso metà del secondo articolo e aveva già previsto di finire la stesura dell'intero lavoro nell'estate del 2012. Durante la stesura, ha effettuato molte semplificazioni alla versione originale della IUT, tra cui l'eliminazione di una complessa teoria dei limiti. Ad aprile 2010, aveva finito la stesura del secondo articolo eccetto l'introduzione. Nel giugno 2011 aveva finito la prima stesura del terzo articolo. Nel gennaio 2012, stava dando il controllo finale ai quattro articoli.
Il 30 agosto 2012, ha pubblicato sul suo blog la IUT, articolata in quattro file in formato PDF e scritti in inglese. I file sono:
- IUTeich I: Construction of Hodge Theaters;[9]
- IUTeich II: Hodge-Arakelov-theoretic Evaluation;[10]
- IUTeich III: Canonical Splittings of the Log-Theta-Lattice;[11]
- IUTeich IV: Log-volume Computations and Set-theoretic Foundations[12] (fino al giugno 2011 chiamato IUTeich IV: An Analogue of the Hasse Invariant).

Successivamente, ha pubblicato altri due articoli che fanno uso della IUT:
- Bogomolov's Proof of the Geometric Verson of the Szpiro Conjecture from the Point of View of Inter-Universal Teichmüller Theory,[13] in cui la dimostrazione della congettura di Bogomolov viene correlata alla IUT;
- Explicit Estimates in Inter-Universal Teichmüller Theory,[14] in cui viene offerta una nuova dimostrazione dell'ultimo teorema di Fermat

Infine, un articolo (di cui il primo di Mochizuki) che dà una panoramica della IUT scritti dopo la sua pubblicazione è A Panoramic Overview of Inter-universal Teichmüller Theory.
A questo, si aggiunge un articolo che tenta di delucidare meglio la logica dietro alla IUT, On the Essential Logical Structure of Inter-Universal Teichmüller Theory in Terms of Logical AND "∧"/Logical OR "∨" Relations: Report on the Occasion of the Publication of the Four Main Papers on Inter-Universal Teichmüller Theory.
Nel web, è stata diffusa una breve animazione di poco oltre un minuto sul funzionamento della IUT (rappresentazione multi-radiale) creata da Etienne Farcot sulla base delle indicazioni di Mochizuki e Ivan Fesenko; una spiegazione di tale animazione è offerta da Fesenko in una lezione registrata al minuto 33:49. Un'altra spiegazione è offerta da Fumiharu Kato in una sua lezione registrata all'ora 1:16:16. Un'immagine che descrive anch'essa il funzionamento della IUT è stata diffusa in occasione del summit del 2025 sulla IUT.
Nel luglio 2016, Yuichiro Hoshi ha pubblicato tre gruppi di slide per spiegare gli articoli III e IV della IUT dal punto di vista del trasporto mono-abeliano. In modo analogo, Ivan Fesenko ha pubblicato 98 slide di una talk di un'ora e mezza sulla IUT oltre a un breve saggio critico chiamato "Fukugen" (復元, letteralmente "ricostruzione") del 2016. Anche Fucheng Tan ha pubblicato delle slide che introducono la IUT e dei consigli su come leggere gli articoli di Mochizuki. Altri brevi articoli di approfondimento e usati in alcune lezioni e seminari sono stati prodotti da Mochizuki insieme a una sua talk del 2025 per l'International Centre for Mathematical Sciences in cui viene affrontata anche la IUT. Nel 2018, Go Yamashita ha pubblicato un condensato di 400 pagine sulle basi di geometria mono-anabeliana assoluta insieme alle basi della IUT e alla dimostrazione della congettura abc.
Nell'aprile 2020, Taylor Dupuy ha pubblicato un articolo che discute le applicazioni della IUT per ricavare tre varianti della disuaglianza di Szpiro, dette "Probabilistic Szpiro", "Baby Szpiro" e "Explicit Szpiro". Dupuy un mese dopo ha pubblicato un altro articolo (poi ripubblicato come seconda versione nel giugno 2025), The Statement of Mochizuki's Corollary 3.12: Initial Theta Data. In questo articolo, Dupuy prova a semplificare la definizione dei dati theta iniziali e costruisce un esempio di questi dati a partire da una curva ellittica nei numeri razionali (Q); la definizione è complessa a causa della lunghezza e del grande numero di costrutti ausiliari. Dupuy, in un'intervista del giugno 2022 postata su YouTube, spiega di "avere provato" in passato a capire la IUT e lascia intendere di non averla capita completamente a causa della lunghezza e difficoltà.
Nell'articolo Inter-universal Teichmüller Theory as an Anabelian Gateway to Diophantine Geometry and Analytic Number Theory, pubblicato dopo un workshop del RIMS svolto insieme all'Istituto di ricerca matematica di Oberwolfach (Mathematisches Forschungsinstitut Oberwolfach, MFO), Mochizuki ha delineato una futura linea di ricerca, focalizzata sull'applicazione della IUT alla geometria mono-anabeliana assoluta per trovare altri risultati in geometria diofantea. Un'altra linea di ricerca consiste nella semplificazione della versione della IUT pubblicata nel 2012; in totale, attraverso nuovi risultati che riguardano la congettura della sezione anabeliana (Anabelian Section Conjecture) in geometria anabeliana di Grothendieck combinata con dei nuovi risultati in geometria anabeliana applicata agli anelli di valutazione (valuation rings) discreti completi con campi residui perfetti, sono in fase di sviluppo tre nuove versioni della IUT. In particolare, l'articolo cita una di queste tre versioni, la Galois-orbit version of IUT (GalOrbIUT), la "versione orbita-Galois della IUT"; tale versione, oltre ad avere applicazioni sulla congettura della sezione anabeliana per curve iperboliche su campi numerici, ha applicazioni anche sulla non-esistenza degli zeri di Seigel di alcuni L-funzioni di Dirichlet. L'articolo infine aggiunge come la teoria della risoluzione delle non-singolarità (Resolution of Non-Singularities, RNS) funzioni come una sorta di analogo p-adico locale della IUT in base all'analogia "Norm(−) = (−)" ↔ "N·(−) ≈ (−)".

## Breve presentazione e nessi con la fisica
Secondo l'articolo A Panoramic Overview of Inter-universal Teichmüller Theory, la IUT è una sorta di versione aritmetica della teoria di Teichmüller che specificatamente riguarda alcuni tipi di deformazioni canoniche associate a una curva ellittica su un campo numerico e un numero primo l (lettera elle) ≥ 5. La teoria è stata generata a causa delle difficoltà nell'applicazione della teoria di Hodge-Arakelov (appartenente alla teoria degli schemi) alla geometria diofantea. Pertanto, la IUT permette le deformazioni slegate dalla teoria degli schemi.
Sempre secondo lo stesso articolo, l'approccio della IUT è quello di stimare la distorsione/perdita di informazione degli oggetti matematici non invarianti (cioè non dotati di coricità/nucleicità) consiste nel costruire dei contenitori o recipienti (containers) mono-analitici in cui le strutture olomorfe aritmetiche, dopo la deformazione, vi possono essere incorporate nonostante alcune piccole indeterminazioni. Una volta che sono deformate e incorporate, viene stimato il volume logaritmico (log-volume) della regione del contenitore in modo tale da quantificare la perdita di informazione/distorsione. La strategia di costruire questi contenitori mono-analitici ha come analogo lo studio della variazione dei moduli olomorfi complessi di una curva ellittica: data un'invariante topologica costituita dal primo modulo di coomologia singolare con coefficienti complessi di un toro inerente (first singular cohomology module with complex coefficients of the underlying torus), l'analogo si è manifestato studiando il modo in cui la filtrazione di Hodge complessa è incorporata in questa invariante topologica. Un secondo esempio è dato dalla teoria della torsione analitica, una branca della teoria di Arakelov: in essa, attraverso un altro tipo di incorporamento, si studiano gli aspetti metrici (e dunque la torsione analitica) associati alla variazione olomorfa di una varietà complessa. La stessa teoria di Hodge-Arakelov è stata sviluppata da Mochizuki come analogo in geometria aritmetica di questi due esempi.
Secondo una lezione per il grande pubblico di Fumiharu Kato del 2018, la IUT lavora con l'addizione e moltiplicazione allo stesso modo in cui la congettura abc lavora contemporaneamente con l'addizione e moltiplicazione all'interno del nucleo del suo enunciato. La IUT propone inoltre di lavorare in "teatri" o "universi" o "mondi" o "ambienti" multipli/diversi/paralleli della matematica (da cui il nome "inter-universale") e lavora individualmente con l'addizione e moltiplicazione per poi combinarli espandendo e contraendo la moltiplicazione. In diversi teatri/universi, si effettua una copia della moltiplicazione con un'operazione detta "distacco di Kummer multiradiale" (multiradial Kummer-detachment) che fa uso della "corrispondenza di Kummer logaritmica" (log-Kummer correspondence), il tutto per applicare alla copia una contrazione o deformazione, lasciando però intatta l'addizione, per poi fonderle/incollarle insieme (glueing). Il lavoro in universi multipli non appartiene alla matematica tradizionale praticata sia a scuola che nella ricerca scientifica; in essa, si lavora in un singolo universo/mondo/ambiente/teatro. Il trasporto (dopo il distacco) di dati da un teatro/universo all'altro (da un teatro originario a un teatro ricevente), siccome si copia la simmetria dell'oggetto e non l'oggetto stesso, provoca delle indeterminatezze o "distorsioni" (perdite di dati); se infatti si effettua una copia della moltiplicazione in due teatri/universi diversi, in quanto appartengono a due teatri/universi diversi, non ha senso porle in un'equazione e/o riportarle entrambe in un singolo teatro/universo: l'equazione è senza significato. I teatri/universi comunicano tra loro con la simmetria e ricostruzione. La simmetria (una proprietà degli oggetti o l'applicazione di un'azione che non li varia) permette di ricostruire un oggetto in modo perfetto o quasi e la ricostruzione avviene con la teoria di Kummer generalizzata multiradiale e gli algoritmi di ricostruzione mono-anabeliani; più la simmetria è complessa (questa complessità si misura attraverso i gruppi di simmetrie), più è possibile ricostruire l'oggetto originale con accuratezza (il cerchio è il massimo esempio di oggetto ricostruibile alla perfezione), mentre negli altri casi sorgono indeterminatezze/distorsioni. Le indeterminatezze/distorsioni sono quantificate; la quantificazione della magnitudine delle indeterminatezze porta alla formulazione di disequazioni che a loro volta sono utilizzabili per dimostrare congetture irrisolte come la congettura abc. La stessa geometria anabeliana usa i gruppi di Galois e i gruppi fondamentali per ricostruire oggetti e tali gruppi sono detti "anabeliani" in quanto non sono abeliani, dunque sono sufficientemente complessi da riuscire in questo scopo. All'interno della IUT viene fatto uso della funzione theta ("Θ" con doppia sottolineatura), una funzione trascendentale e di natura locale piena di proprietà simmetriche (a loro volta correlate alle proprietà simmetriche delle curve ellittiche); tali simmetrie sono trasportabili da un teatro/universo all'altro e la stessa funzione theta si può infine ricostruire, producendo indeterminatezze che sono quantificabili e piccole. Riguardo alla congettura abc, per dimostrarla con la IUT è in più necessario ricostruire anche i campi numerici (oltre all'oggetto di partenza) con un ulteriore calcolo svolto contemporaneamente. Per ricostruire entrambi, si svolgono due calcoli contemporaneamente su infinite coppie di simmetrie (una additiva e l'altra moltiplicativa) sincronizzate tra loro sia in posti archimedei (Archimedean places) che in posti non-archimedei (non-Archimedean places); il calcolo fa uso di una funzione apposita per ricostruire i campi numerici, la funzione K. La quantificazione delle indeterminatezze che agiscono sui gusci logaritmici per estrapolare delle disequazioni sono effettuate attraverso una comparazione che fa uso dei gusci olomorfi (holomorfic hulls), delle corrispondenze di Kummer logaritmiche (log-Kummer correspondences) e del volume logaritmico (log-volume).
La IUT lavora con le deformazioni della moltiplicazione; tali deformazioni non sono compatibili con la struttura ad anello. Un elemento fondamentale della IUT è il concetto di teatro di Hodge (Hodge Theater, HT), che è un sistema di categorie associate a una curva ellittica su un campo di numeri. I teatri di Hodge, tra di loro, hanno dei legami detti "theta-link" (link di theta) che codificano le deformazioni; i theta-link, secondo Kato, uniscono le moltiplicazioni usando diversi teatri/universi/mondi/ambienti. Ai due estremi dei theta link si trovano l'oggetto q-pilota (q-pilot object) e l'oggetto theta-pilota (Θ-pilot object). Le strutture ad anello non passano attraverso i theta-link, ma il gruppo di Galois e i gruppi fondamentali (gruppi di simmetrie di anelli) vi passano, per cui per ripristinare gli anelli da tali gruppi si utilizza la geometria mono-anabeliana. Durante la deformazione, che avviene tramite l'applicazione di un algoritmo, vengono perse delle informazioni siccome alcuni diagrammi sono non commutativi. La misurazione di questa perdita di informazioni durante le deformazioni avviene attraverso gruppi di simmetrie che non perdono informazioni; la misurazione infine produce maggioranti/minoranti che infine portano alle soluzioni di problemi di teoria dei numeri. Sempre secondo Fesenko, la geometria mono-anabeliana assoluta e la IUT invece di stabilire un isomorfismo tra due campi nel momento in cui i loro gruppi di Galois sono isomorfi, riescono a ricostruire la struttura ad anello di un oggetto a partire dal suo gruppo di Galois assoluto o da un gruppo algebrico fondamentale. Nella IUT, la teoria di Kummer generalizzata multiradiale non è usata nella sua interezza, ma ne è usata una versione tronca siccome è limitata siccome, nella versione usata nella IUT, i fibrati lineari sono associati a funzioni theta non-archimedee. Nei teatri di Hodge, le categorie organizzate in sistema sono incollate su una base e dotate di un tipo particolare di isomorfismo). La IUT permette anche di studiare strutture matematiche associate al reticolo logaritmico di theta (log-Θ-lattice) bidimensionale e non commutativo; tale reticolo riguarda i teatri di Hodge. Le indeterminatezze derivate nella IUT dalla deformazione aritmetica e dall'uso di una teoria di Kummer generalizzata specificatamente multiradiale sono leggere e sono tre: la prima è relativa agli automorfismi del gruppo di Galois assoluto di un campo locale; la seconda è relativa all'azione di un gruppo compatto di isometrie sull'immagine logaritmica delle unità; la terza deriva dal fatto che gli isomorfismi di Kummer devono essere compatibili con i log-link associati a una singola linea verticale del reticolo del logaritmo di theta. Il reticolo logaritmico di theta", secondo Mochizuki, si può pensare come un riadattamento del sollevamento canonico di Frobenius ΦW(F) appartenente alla teoria di Teichmuller p-adica riadattato nel contesto della IUT (dunque non più sulle curve iperboliche su un campo perfetto di caratteristica positiva, ma su curve ellittiche su campi numerici).

### Animazione della IUT
Riguardo all'animazione sul funzionamento della IUT (rappresentazione multi-radiale), Fesenko indica che a sinistra (dove c'è scritto "gruppi theta, cuspidalizzazione ellittica") è rappresentata la simmetria additiva e la funzione theta, mentre a destra (dove c'è scritto "tripodi, cuspidalizzazione di Belyi <ellittica>") è rappresentata la simmetria moltiplicativa. Kato in più (ora 1:16:16) indica che il distacco di Kummer multiradiale agisce sia sulla funzione theta (visibile a sinistra) che sulla funzione K (visibile a destra), per cui le simmetrie sono distaccate e, nell'animazione, viaggiano verso l'alto. Dopodiché, i campi discendono verso i gusci logaritmici (log-shell) rappresentati come delle sfere; essi sono gli oggetti sul quale agiscono le indeterminazioni. Tutti i calcoli sono sincronizzati in due teatri/universi. I gusci logaritmici sono strutture correlate ai log-link associati a una linea verticale del reticolo del logaritmo di theta.

### Nessi con la fisica
In una presentazione su YouTube (30:00), Ivan Fesenko ha notato come un analogo del comportamento delle strutture simil-étale e simil-Frobenius si ritrova nelle onde e particelle della meccanica quantistica e nelle interazioni tra le due; il motivo è sconosciuto. Inoltre, l'utilizzo nella IUT della simmetria aritmetica (addizione) e della simmetria geometrica (moltiplicazione) ha delle corrispondenze con il comportamento dell'elettricità e delle forze magnetiche nella fisica quantistica e al loro studio negli strati di reticoli esagonali nella crescita del grafene e negli strati di nitruro di boro (NB); il motivo è sconosciuto.
I nessi tra IUT e fisica quantistica sono discussi in dettaglio da Ivan Fesenko in un suo articolo del luglio 2025, On new interactions between quantum theories and arithmetic geometry. In particolare, Fesenko sostiene che molte contraddizioni e punti irrisolti della meccanica quantistica derivano dall'uso della matematica disponibile al momento della sua nascita nell'anno 1900; pertanto, propone la matematica più recente come un nuovo strumento che permette di riscrivere le formule e leggi.
Altri nessi con la fisica sono discussi in un articolo precedente di Mikael Sarkisyan del 2023, Something about Inter-universal Teichmuller Theory. Per la precisione, ha usato la IUT per discutere la crescita inflazionata dell'universo dal punto di vista dell'osservatore in base a un nesso tra la IUT e la coomologia di Weil. L'articolo la collega anche alla comparsa dei buchi neri e alla radiazione di Hawking.

## Presentazione dei 4 articoli

### IUTeich I: Construction of Hodge Theaters
Il primo articolo, lungo 183 pagine PDF in formato A4 (esclusa la magra bibliografia), devolve le prime 32 pagine come introduzione e le pagine 33-36 per discutere alcune notazioni. Il punto di partenza dell'intera IUT, oltre ai risultati in geometria mono-anabeliana assoluta, è costituito da un gruppo di 5 dati iniziali (7 secondo un riassunto di Go Yamashita) detti "dati-theta iniziali" (initial Θ-data); in base alla spiegazione di Mochizuki (poi semplificata da Taylor Dupuy) e di Go Yamashita consiste in:
- una curva ellittica EF su un campo numerico F che include anche {\displaystyle }{\sqrt {-1}} (tale curva determina una curva ellittica a cui è stato rimosso il punto di origine {0}, indicata come XF. La curva ellittica è ottenuta dalla compattificazione liscia di XF). Questa curva inoltre è dotata di punti di l-torsione e un anello Fl = Z/lZ che agisce su tali punti. In generale, le curve ellittiche menzionate nella IUT hanno tutte quante dei rivestimenti étale finiti connessi che sono tipo strettamente di Belyi (i morfismi étale sono dei tipi di morfismi tra schemi in geometria algebrica);
- un numero primo l ≥ 5, per cui la curva ellittica è dotata di un complesso omomorfismo (Hom) esterno K;
- una chiusura algebrica di F. I punti di torsione 2·3 della curva ellittica EF sono razionali su F;
- una serie di valutazioni V collegate a un sottocampo detto K (incluso nella chiusura algebrica di F);
- una serie di valutazioni Vmod collegate a un sottocampo (in tal caso, un campo di moduli) detto Fmod (incluso nel campo numerico F); tale campo di moduli è generato dal j-invariante della curva ellittica EF su Q. F è Galois su Fmod.
- un'orbicurva iperbolica CF di tipo (1, l-tors)± sull'omomorfismo esterno K. In generale, le orbicurve iperboliche sono correlate a XF attraverso i rivestimenti étale finiti (finite étale coverings). Questi rivestimenti sono dotati di varie proprietà di simmetria che derivano dalle strutture additive e moltiplicative sull'anello sopracitato. Le CF sono ottenute formando il quoziente di XF (inteso come concetto preso dalla teoria intorno alle pile, "stack", in matematica) per azione naturale di {±1}.
- una cuspide non-zero ϵ dell'orbicurva iperbolica CF. Sia l'orbicurve iperboliche che la cuspide non-zero sono un sottospazio moltiplicativo globale e un generatore canonico fino a {±1} grazie alla geometria anabeliana; questo risultato non si ottiene se si lavora all'interno della teoria degli schemi.

Secondo Mochizuki, la IUT è definibile anche come l'operazione passo per passo (attraverso un algoritmo e un'intera teoria di supporto) per smantellare la geometria aritmetica dei dati theta iniziali; nel terzo articolo della serie avviene il passaggio centrale, cioè l'utilizzo del reticolo logaritmico di theta (un reticolo che combina i tre più importanti costrutti della IUT, cioè i teatri di Hodge, i theta-link e i log-link) per individuare quali distorsioni avvengono per poi procedere a una loro quantificazione.
Dopo lo stabilimento e studio dei dati-theta iniziali, nell'articolo vengono stabiliti i teatri di Hodge associati ai theta-data (Θ±ellNF-Hodge theaters, dove "NF" starebbe a significare "Number Field", campo numerico. Go Yamashita li indica come {\displaystyle \boxplus \boxtimes }-Hodge theatres; il primo simbolo indica la simmetria additiva, mentre il secondo indica la simmetria moltiplicativa). Secondo la definizione dello stesso Mochizuki e usando un parallelismo con la teoria di Teichmuller p-adica, i teatri di Hodge (cioè gli universi/mondi/ambienti) †HTΘ±ellNF sono pensabili come modelli in miniatura della teoria degli schemi (convenzionale e con caratteristica positiva) sulle curve iperboliche su un campo perfetto dotato di un fibrato indigeno ordinario nilpotente. Tali mini-modelli/mini-esemplari sono dati da dei complicati sistemi di frobenioidi associati a dati ausiliari; in tali mini-modelli, le dimensioni combinatoriche di un campo numerico (corrispondenti alle strutture additive e moltiplicative di un anello o simili) sono districate l'una dall'altra. Secondo un'altra definizione più snella di Mochizuki, i teatri di Hodge sono un modello in miniatura della geometria aritmetica convenzionale che riguarda i dati theta iniziali.
Esistono più tipi di teatri di Hodge, per cui il Θ±ellNF-teatro di Hodge è solo una prima tipologia. Questo teatro si ottiene infatti con l'incollatura (gluing) di due ulteriori teatri di Hodge: il primo è un ΘNF-teatro di Hodge (detto anche {\displaystyle \boxtimes }-teatro di Hodge), che possiede una simmetria moltiplicativa, è correlato a un campo numerico, ha una natura aritmetica ed è usato nella teoria di Kummer per campi numerici (NF); il secondo è un Θ±ell-teatro di Hodge (detto anche {\displaystyle \boxplus }-teatro di Hodge), che possiede una simmetria additiva, è correlato a una curva ellittica, ha una natura geometrica ed è usato nella teoria di Kummer per Θ. Tutti e tre i teatri di Hodge indicati hanno a loro volta un teatro di Hodge base (base-Hodge theatre), che si indica e disambigua anche con la lettera "D", che deriverebbe dalla parola inglese "data" in riferimento ai dati simil-étale. In particolare, il Θ±ellNF-teatro di Hodge base (base-Θ±ellNF-Hodge theatre oppure D-Θ±ellNF-Hodge theatre oppure D-{\displaystyle \boxplus \boxtimes }-Hodge theatre) si ottiene anche in questo caso con l'incollatura dei teatri di Hodge base degli altri due teatri nella loro versione base (base-ΘNF-Hodge theatre oppure D-ΘNF-Hodge theatre incollato con base-Θ±ell-Hodge theatre oppure D-Θ±ell-Hodge theatre).
Tutti i teatri di Hodge (HT) sono isomorfi (Isom) l'uno all'altro e si possono disporre in catena, ma alcune porzioni dei HT sono collegate da un teatro all'altro attraverso i theta-link. I theta-link sono un tipo di incollaggio di alcune porzioni dei Θ±ellNF-teatri di Hodge; per la precisione, collegano alcune porzioni legate alla teoria dei frobenioidi l'una all'altra in una modalità incompatibile con le rispettive strutture di teoria degli anelli e degli schemi. Gli articoli successivi introducono le indeterminazioni e la formazione di una struttura ad anello "aliena" associata al dominio del theta-link; viene chiamata "aliena" siccome non è convenzionale. Secondo un'altra definizione di "theta-link" di Mochizuki per analogia, essi sono l'analogo della "transizione a caratteristiche miste" descritta all'interno della teoria di Teichmuller p-adica. Un altro tipo di incollaggio, il log-link, viene introdotto nel terzo articolo ed è un tipo diverso dal theta-link.
Dopodiché, una serie di dati permettono di ricavare una cuspide e le strisce di numeri primi (prime-strips) appartenenti a V. Le strisce di numeri primi sono degli insiemi/collezioni di dati indicizzati dagli elementi di V che presentano degli isomorfismi; questi insiemi di dati si possono pensare, per analogia, come una versione della nozione classica di adeli e ideli ma riadattata alla teoria di Galois o alla teoria dei monoidi. Le strisce di numeri primi simulano una situazione in cui la mappa naturale Spec(K) → Spec(F) ammette sezioni che rendono possibile considerare i sottospazi moltiplicativi globali e i generatori canonici globali dei punti di l-torsione di EK; "EF" indica una curva ellittica dei theta data iniziali, mentre F indica il campo numerico su cui tale curva ellittica si trova ed è anch'esso parte dei dati theta iniziali, per cui EK per definizione è EF × F K.
Un esempio è la striscia di numeri primi-D (D-prime strip), che include anche una variante. La striscia di numeri primi-D è pensabile come l'astrazione della struttura olomorfa aritmetica locale delle copie di Fmod (dotate della curva ellittica XF). Nella parte introduttiva e di introduzione alla notazione, vengono anche citati gli anabelioidi e frobenioidi (questi ultimi sono indicati con F); questi ultimi danno origine a ulteriori strisce di numeri primi e un esempio è la striscia di numeri primi-F (F-prime strip) associata ai frobenioidi e a una chiusura algebrica "Fv", insieme alla sua versione mono-analitica indicata con †F (la sua versione mono-analitica è associabile alla versione non mono-analitica attraverso un algoritmo). I teatri di Hodge sono incollabili tra loro dal pieno poli-isomorfismo tra sottosistemi di frobenioidi formati proprio da un tipo particolare di striscia di numeri primi-F ("poli-isomorfismo" indica l'insieme di tutti gli isomorfismi che possono esistere per esempio su due oggetti matematici; il concetto più generico di poli-morfismo indica tutti i morfismi che possono esistere tra due oggetti matematici). I poli-isomorfismi di questo tipo sono detti da Mochizuki "isomorfismi incollanti" (gluing isomorphisms) e formano l'immagine-Frobenius (Frobenius-picture).
Un oggetto matematico specificatamente mono-analitico (solitamente sono le strisce di numeri primi) viene indicato con il simbolo {\displaystyle \vdash } come apice. L'apice {\displaystyle \Vdash } invece indica una collezione di dati che consiste in strisce di numeri primi più frobenioidi realizzati globali.
La striscia di numeri primi-D e il concetto di "capsula" sono dei componenti di entrambi i teatri di Hodge base incollati; questi componenti sono chiamati da Mochizuki "oggetti locali", "oggetti globali" e "ponti" (bridges, detti così perché connettono le capsule a strisce di numeri primi-D e a un oggetto globale). L'incollatura tra i due teatri di Hodge (quello di natura aritmetica e geometrica) per formare il Θ±ellNF-teatro di Hodge avviene proprio in corrispondenza di due ponti detti "Θ-ponti" (Θ-bridges) attraverso un algoritmo funtoriale; l'isomorfismo da incollaggio (gluing isomorphism) che si viene a creare è unico, per cui non è multiplo.

### IUTeich II: Hodge-Arakelov-theoretic Evaluation
Il secondo articolo, lungo 172 pagine PDF in formato A4 (esclusa la magra bibliografia), devolve le prime 19 pagine come introduzione. Questo articolo spiega la teoria di Kummer applicata alla valutazione nella teoria di Hodge-Arakelov (cioè l'evaluation in campi della matematica come la geometria algebrica applicata nello stile della teoria di Hodge-Arakelov) sulla funzione theta sui punti di l-torsione per l ≥ 5 (dove l è un numero primo). Queste considerazioni teoriche permettono di costruire nuove versioni del theta-link. Mentre le prime versioni del theta-link coinvolgono la funzione theta, queste versioni coinvolgono i valori theta ai punti di l-torsione. Di queste nuove versioni del theta-link vengono studiate le proprietà di multiradialità (contrapposta all'uniradialità); la multiradialità è anche una proprietà che riguarda il contenuto di un algoritmo.
Un aspetto importante nella costruzione di questi nuovi theta-link risiede nello studio della sincronizzazione coniugata attraverso un tipo particolare di simmetria di un teatro di Hodge; la sincronizzazione coniugata si riferisce ad alcuni sistemi di isomorfismi (liberi di indeterminazioni di coniugazione) tra copie di gruppi di Galois assoluti locali ai vari punti di l-torsione. La sincronizzazione coniugata è un fenomeno che ha un ruolo importante nella teoria di Kummer legata alla valutazione della funzione theta e, a sua volta, viene applicata nello studio delle proprietà di coricità (coricity), cioè della capacità di lasciare degli oggetti invariati. Per la precisione, nell'articolo viene studiata la coricità dei nuovi theta-link. Alla pari della multiradialità, la coricità è una proprietà che riguarda anche il contenuto di un algoritmo.

#### Re-inizializzazione, specie, multiradialità e seconda parte dell'articolo
I concetti di specie e re-inizializzazione sono spiegati nel quarto articolo per discutere alcune questioni legate ai componenti del reticolo logaritmico di theta (un reticolo introdotto nel terzo paper), mentre quello di multiradialità è introdotto nel secondo articolo. I tre concetti sono collegati tra loro, per cui una trattazione anticipata può chiarire meglio alcuni punti della IUT.
La "specie" è pensabile come la formalizzazione (attraverso la teoria degli insiemi) della nozione intuitiva di "tipo di oggetto matematico".  In un articolo successivo che non appartiene alla serie degli articoli sulla IUT, Mochizuki spiega il nesso tra "operazione di re-inizializzazione" e "specie": nella matematica convenzionale, in una successione/serie/sequenza di operazioni matematiche su un oggetto matematico è possibile compiere N passi avanti o indietro, mentre nella IUT in alcuni punti avvengono dei reset o "re-inizializzazioni" per cui le versioni dell'oggetto matematiche precedenti diventano inaccessibili, irrecuperabili e "dimenticate" (Mochizuki usa il verbo "forget"). Mochizuki indica come le operazioni di re-inizializzazione appaiano anche nella teoria di Teichmuller classica complessa e nella geometria anabeliana: ad esempio, nella teoria di Teichmüller classica complessa, sono considerate strutture olomorfe distinte (e.g., le superfici di Riemann) su una struttura topologica o una struttura reale analitica (e.g., superfici di questo tipo), per cui la teoria "dimentica" il modo in cui le strutture olomorfe danno origine a queste strutture topologiche o reali analitiche. Nella geometria anabeliana, ad esempio, sono considerati vari gruppi topologici (tipicamente profiniti) che sono originati da vari tipi di gruppi fondamentali aritmetici (e.g., étale) di schemi oppure da campi di gruppi di Galois, entrambi come gruppi topologici astratti. Pertanto, l'impostazione della geometria anabeliana "dimentica" il modo in cui questi gruppi topologici astratti emergono come gruppi fondamentali aritmetici o gruppi Galois. Nel 4° articolo della IUT, la nozione di "specie" serve a distinguere gli oggetti matematici prima e dopo una re-inizializzazione. Nella IUT, alcune operazioni sono di re-inizializzazione e alcuni esempi sono le operazioni di incollatura date dai theta-link, le stesse che provocano i tre tipi di indeterminazione/distorsione/perdita di dati. Secondo Mochizuki, i diagrammi di operazioni che includono operazioni di re-inizializzazione (simbolizzate con la doppia sbarra verticale, ||) sono molto più flessibili e meno rigidi di quelli che non ne contengono, per cui possono ammettere/rendere possibili più facilmente delle simmetrie; le operazioni di re-inizializzazione sono indicate come dei giunti rotabili e flessibili e paragonati agli arti umani e alle braccia dei robot. Alcune operazioni di re-inizializzazione dunque azzerano strutture matematiche che prima ostruivano le simmetrie per portare dunque a strutture più semplici, che ammettono simmetrie. Ad esempio, le varietà topologiche (oggetti matematici definiti già relativamente semplici da Mochizuki) dotate di atlanti si possono rendere ancora più semplici e flessibili se con un'operazione di re-inizializzazione si dimenticano gli atlanti. In tal modo, ad esempio, le varietà topologiche ammettono più facilmente simmetrie.
Il concetto di re-inizializzazione si può usare per spiegare quello di multiradialità: quest'ultima, detta anche da Mochizuki "proprietà di permutazione" (Switching Property, SW), è la proprietà del contenuto di un algoritmo che consiste in una simmetria tra dei dati nel dominio e codominio del theta-link; questa simmetria si ottiene proprio con le operazioni di re-inizializzazione, che portano nella IUT a tre precise indeterminatezze (o distorsioni o perdite di informazioni) identificate nel terzo articolo. La re-inizializzazione, siccome resetta gli oggetti matematici, li rende più proni ad ammettere simmetrie. Alcune delle simmetrie alla base della multiradialità nella IUT sono indica in un altro articolo di Mochizuki come "EtΘ", "Etlog", "EtMn", dove "Et" significa "étale".
Un concetto base per la definizione e studio della multiradialità e coricità è quello di ambiente multiradiale; l'ambiente radiale è l'insieme di (R, C, Φ) in cui R, C sono gruppoidi (cioè delle categorie in cui tutti i morfismi sono isomorfismi), C per la precisione è una categoria corica, un oggetto appartenente a C è un dato corico, R è una categoria radiale, un oggetto appartenente a R è una categoria radiale. Φ : R → C invece è un funtore suriettivo che è algoritmicamente definito e un algoritmo; se Φ è pieno (full), allora l'algoritmo è multiradiale e (R, C, Φ) definisce un "ambiente multiradiale", mentre se non è pieno allora è uniradiale per cui l'insieme (R, C, Φ) è definito come "ambiente uniradiale". In un ambiente multiradiale, la possibilità di sollevare un isomorfismo (liftability of isomorphism) rende possibile un tipo di trasporto parallelo da una dato radiale a un altro attraverso il dato corico associato; il trasporto parallelo è una tecnica appartente alla geometria mono-anabeliana assoluta; tale possibilità è preclusa in un ambiente uniradiale siccome un isomorfismo in C non viene da un isomorfismo in R: pertanto, un oggetto di R perde una parte di rigidità.
Le ultime parti dell'articolo trattano la costruzione di alcuni monoidi (e.g., i monoidi theta divisi e la loro multiradialità, i monoidi gaussiani e la loro multiradialità) che sono poi globalizzati attraverso i frobenioidi realizzati globali (questi ultimi sono una collezione di spazi R-vettoriali ordinati monodimensionali a cui si aggiungono altre caratteristiche, come parametri e un particolare spazio monodimensionale).

### IUTeich III: Canonical Splittings of the Log-Theta-Lattice
Il terzo articolo, lungo 198 pagine PDF in formato A4 (esclusa la magra bibliografia), devolve le prime 22 pagine come introduzione e discussione di alcune notazioni. Il terzo articolo (insieme de facto ai primi due) si focalizza sullo studio del reticolo logaritmico di theta (log-theta-lattice), in particolare delle sue proprietà.
Un concetto preliminare fondamentale e trattato per esteso è quello di log-link: essi sono un incollaggio di alcune porzioni dei Θ±ellNF-teatri di Hodge. Dati dei campi numerici che vengono valutati, il log-link si ricava applicando il logaritmo p-adico locale alle valutazioni dei campi numerici. Secondo un'altra definizione di Mochizuki per analogia, i log-link sono l'analogo del morfismo di Frobenius in caratteristica positiva all'interno della teoria di Teichmuller p-adica. I log-link sono oggetto di studio e classificazione (e.g., log-link tautologici, log-link pieni) perché permettono di arrivare alla definizione dei gusci logaritmici o "inviluppi logaritmici" (log-shells). I gusci logaritmici si possono immaginare come delle forme (leggermente aggiustate) dell'immagine delle unità locali alla valutazione in questione. Anche i gusci logaritmici sono a loro volta oggetto di studio e classificazione (e.g., gusci logaritmici olomorfici simil-Frobenius, gusci logaritmici mono-analitici simil-Frobenius, gusci logaritmici simil-étale e gusci logaritmici verticalmente corici olomorfici étale-like).
In un altro articolo, Mochizuki puntualizza che il theta-link è definito in modo tale da essere compatibile con una larga porzione delle strutture ad anello (theta-olomorfiche e q-olomorfiche) su ogni lato del theta-link.
Il reticolo logaritmico di theta, che Mochizuki indica come "un diagramma gaussiano" (in contrasto ai diagrammi non-gaussiani), è invece un diagramma altamente non-commutativo e bidimensionale dei teatri di Hodge/universi/mondi (associati ai dati theta iniziali). Per analogia con la teoria di Teichmuller p-adica, questo reticolo è l'analogo del sollevamento di Frobenius canonico. Le due dimensioni del reticolo sono l'analogo delle due dimensioni aritmetiche inerenti (la pendenza zero e la pendenza positiva) di un campo locale p-adico nella teoria di Teichmuller p-adica. Ogni punto nero " • " nel reticolo rappresenta un Θ±ellNF-teatro di Hodge, dunque un sistema di frobenoidi dotati di vari dati ausiliari o un mini-modello di teoria degli schemi convenzionale o un mini-modello di geometria aritmetica dei dati theta iniziali (in base alle tre definizioni di Mochizuki). Ogni freccia del reticolo corrisponde a un'operazione di incollaggio (gluing operation) tra teatri di Hodge nel dominio e codominio della freccia. Le frecce orizzontali del reticolo " → " equivalgono ai nuovi theta-link (quelli costruiti nel secondo articolo con l'applicazione della valutazione nello stile della teoria di Hodge-Arakelov e costruiti per la precisione ai punti di l-torsione della funzione theta), mostrano l'incollaggio di varie porzioni dei teatri di Hodge, sono caratterizzate da coricità orizzontale e inducono un poli-isomorfismo pieno tra alcune strisce di numeri primi. Quanto invece alle frecce verticali del reticolo " ↑ ", esse sono date dal log-link, sono dotate di coricità verticale e inducono un poli-isomorfismo pieno tra D-{\displaystyle \boxplus \boxtimes }-teatri di Hodge (cioè tra teatri di Hodge base) associati. Queste caratteristiche permettono di identificare strisce di numeri primi bi-coriche (siccome due coricità si assommano), i gusci logaritmici bi-corici e i frobenoidi realizzati globali mono-analitici bi-corici.
Lo studio del reticolo logaritmico di theta e delle sue proprietà è volto a studiare in particolare il log-link tra teatri di Hodge. Tale studio si affianca poi alla globalizzazione della multiradialità dei monoidi theta, per cui essa da locale diventa globale e copre anche i monoidi theta e i monoidi theta realizzati globali all'interno del reticolo.
Queste operazioni più lo studio del reticolo sono volte alla costruzione/ricavo di un algoritmo di rappresentazione multiradiale principale che serve a descrivere oggetti su una struttura olomorfa su un lato del theta-link in termini di "un'altra struttura olomorfa aritmetica sull'altro lato del theta-link" (in terms of another alien arithmetic holomorphic structure on another side of Θ-link by means of multiradial containers): attraverso la multiradialità, una proprietà del contenuto dell'algoritmo, si desidera infatti riuscire a vedere la struttura ad anello sul lato sinistro di un theta-link dal lato destro dello stesso theta-link. L'obiettivo (non principale) di questo algoritmo multiradiale è quello di ricostruire una struttura ad anello su un lato del theta-link a partire dall'altro lato del theta-link. La costruzione di simili algoritmi è possibile pure se il theta-link in questione riguarda solo la simmetria moltiplicativa: dal lato destro, è difficile vedere la struttura additiva, ma la costruzione è comunque possibile se si usa una catena infinita di log-link e se da un lato all'altro del theta-link si mandano le n-processioni, cioè dei diagrammi (già presentati nel primo articolo, IUTeich I o "IUT1") che rappresentano una catena di poli-isomorfismi pieni di capsula (capsule-full poly-morphism). Mandare da un lato all'altro le n-processioni provoca delle indeterminazioni/perdite di informazioni/distorsioni che si possono lenire ma non annullare. Molti altri oggetti matematici non si possono mandare da un lato all'altro del theta-link.
La costruzione di tali algoritmi di rappresentazione multiradiali che permettono di "riuscire a vedere dall'altra parte di un theta-link" avviene attraverso l'uso del distacco di Kummer, una tecnica appartenente alla teoria di Kummer: secondo la descrizione di Go Yamashita, con il distacco di Kummer si correlano gli oggetti simil-Frobenius aritmetico-olomorfi a quelli simil-étale aritmetico-olomorfi; pertanto, i dati associati alle strisce di numeri primi-F con la teoria di Kummer sono correlati ai dati associati alle strisce di numeri primi-D. Dopodiché, si effettua il trasporto étale per poi svolgere il passaggio finale. Secondo la presentazione di Mochizuki, il distacco di Kummer è il passagio da strutture simil-Frobenius (correlate al reticolo logaritmico di theta, paragonato al grafico cartesiano) a strutture simil-étale che danno origine all'immagine simil-étale (étale-like picture, dotata di simmetrie simili alle coordinate polari); questo passaggio, secondo l'autore, ricorda il passaggio da coordinate cartesiane a coordinate polari durante la computazione dell'integrale gaussiano. La teoria di Kummer usata per il distacco di Kummer è quella che è correlata alle strutture simil-Frobenius. La costruzione di tali algoritmi fa uso anche di una serie di calcoli e teoremi che coinvolgono i pacchetti tensoriali di vari tipi (e.g., pacchetti tensoriali olomorfici locali, pacchetti tensoriali mono-analitici locali e pacchetti tensoriali globali).
La nozione di multiradialità (l'opposto dell'uniradialità) permette di osservare gli anelli sull'altro lato dei theta-link nonostante le piccole indeterminazioni/perdite di informazioni/distorsioni/deformazioni nella IUT (nel momento in cui il gruppo di simmetria additiva e moltiplicativa sono distaccati per svolgere calcoli paralleli in due universi/ambienti/teatri di Hodge diversi). Dunque, un algoritmo multiradiale nella IUT, differentemente da un algoritmo uniradiale, permette di essere osservato da un altro teatro di Hodge.
L'algoritmo di rappresentazione multiradiale appena ricavato ha l'obiettivo principale di costruire i monoidi separanti dei monoidi di processione gaussiani logaritmici (constructing "splitting monoids of logarithmic Gaussian procession monoids") o "monoidi LGP". Questi monoidi LGP sono pensabili come le versioni dei monoidi gaussiani (trattati nel secondo articolo della serie) all'interno della teoria dei gusci/inviluppi logaritmici. I monoidi LGP si possono anche chiamare "monoidi di processione gaussiani logaritmici locali simil-Frobenius" (Frobenius-like local logarithmic Gaussian procession monoids) o "monoidi LGP locali simil-Frobenius" (Frobenius-like local LGP-monoids). Di questi monoidi LGP, vengono effettuate una serie di osservazioni appartenenti alla teoria di Kummer. Uno di questi monoidi è dotato di coricità verticale (in altre parole, è verticalmente corico).
Dopodiché, i monoidi separanti (dei monoidi LGP) appena ricavati sono applicati concretamente per ottenere le stime per il volume logaritmico (log-volume) di questi monoidi LGP. Dopodiché, dopo avere definito il concetto di reticolo logaritmico di theta LGP gaussiano (LGP-Gaussian log-theta-lattice), l'"oggetto theta-pilota" e "oggetto q-pilota" (gli oggetti pilota sono generatori di una particolare porzione di una particolare striscia di numeri primi-F) e il volume logaritmico p-adico (contrapposto a quello radiale) di vari pacchetti e processioni, verso la fine dell'articolo viene dunque definito il teorema principale della IUT (teorema 3.11). Il teorema 3.11 individua i tre tipi di indeterminazioni/perdite di informazioni/distorsioni locali (Ind1, Ind2, Ind3) a partire da una serie di dati, tra cui i theta-data iniziali presentati all'inizio del primo articolo e una collezione di teatri di Hodge, e da circa una quindicina di definizioni e concetti. Gli algoritmi di rappresentazione multiradiale che si possono ottenere a seguito del teorema 3.11 hanno una natura globale e non locale, siccome non derivano meramente dalle tre indeterminazioni locali e dalle loro conseguenze. Dalla prima e seconda indeterminazione emergono dei poli-morfismi che non si possono esprimere come singole mappe tra insiemi di quozienti; questa situazione si aggira se si lavora sui quozienti con tecniche più complesse come l'uso delle pile algebriche (e non degli schemi o degli spazi algebrici) e l'uso delle orbicurve (e non delle varietà topologiche).
Il teorema è affiancato dal corollario 3.12, che contiene una disequazione fondamentale che quantifica il volume logaritmico degli oggetti theta-pilota e che serve anche per effettuare computazioni; in questo calcolo, è presente la definizione di "contenitori mono-analitici". La disequazione, detta talvolta "disuguaglianza di Mochizuki" (Mochizuki's Inequality), è composta dal volume logaritmico mono-analitico (indicato come "log"), dall'involucro olomorfo dell'unione della possibile immagine di un oggetto theta-pilota (holomorphic hull / envelope of holomorphy of the union of the possible image of a Θ-pilot object) e l'immagine (Im) di un oggetto q-pilota. La disugualianza è −| log(q)| ≤ −| log(Θ)|, in cui | log(q)| > 0 e, come limite superiore, −| log(Θ)| < ∞. Il volume logaritmico in oggetto in entrambe le parti della disequazione hanno valori ∈ R. Secondo Mochizuki, siccome il distacco di Kummer è pensato per analogia come il passaggio da coordinate cartesiane a coordinate polari durante la computazione dell'integrale gaussiano, questo calcolo del volume dei contenitori mono-analitici è pensato come un analogo globale su campi numerici della computazione dell'integrale gaussiano. A pagina 140 è presentato il concetto di intreccio di theta (Θ-intertwining) e intreccio di q (q-intertwining) in riferimento agli oggetti theta-pilota e q-pilota, sia concreti che astratti, che sono due categorie diverse e non mescolabili. Siccome la disuguaglianza coinvolge gli oggetti theta-pilota e gli oggetti q-pilota (entrambi di tipo concreto e astratto, ma non mescolabili), secondo Mochizuki l'obiettivo dell'intera IUT è quello di computare la proiezione dell'intreccio di theta su strutture che derivano dalla colonna verticale del codominio di un particolare theta-link (il theta-LGP link), dunque nel punto in cui è in forza l'intreccio di q. Questa computazione porta in modo tautologico alla disuguaglianza di Mochizuki. A livello di relazioni logiche, l'intreccio di q può essere pensato come un caso speciale dell'intreccio di theta, come l'autore descrive nei punti eitw e fitw.
In un altro articolo, Mochizuki aggiunge che la corrispondenza tra il volume logaritmico dell'oggetto theta-pilota (relativo alla struttura theta-olomorfa) e il volume logaritmico dell'oggetto q-pilota (relativo alla struttura q-olomorfa) è una corrispondenza lineare ed è indotta dal theta link. Di contro, la computazione attraverso gli algoritmi multiradiali della IUT del volume logaritmico dell'oggetto theta-pilota porta a una relazione altamente non-lineare tra il volume logaritmico dell'oggetto theta-pilota e il volume logaritmico della rappresentazione multiradiale dell'oggetto theta-pilota. La relazione è non-lineare a causa delle indeterminazioni.
Il terzo articolo contiene anche alcune osservazioni sulla funzione theta, una funzione trascendente (dunque non algebrica) e di natura locale piena di simmetrie; questa funzione viene contrapposta alle funzioni usate nella cuspidalizzazione di Belyi, che sono algebriche, razionali e di natura globale. Tra le osservazioni, viene rimarcato come la rigidità ciclotomica degli ambienti mono-theta è compatibile con la topologia profinita, per cui non viene sacrificata; di contro, le equazioni algebriche su campi numerici (NF) non sono compatibili con la topologia profinita, siccome l'applicazione della rigidità ciclotomica è possibile se si sacrifica la topologia profinita.
Il paper contiene il corollario 3.12, la disuguaglianza di Mochizuki e una sua breve dimostrazione (pagina 173-186). La dimostrazione del corollario 3.12, nella parte appena dopo la figura 3.8 e dunque nella parte finale (conclusione del passo XI e passo XII), è oggetto di controversia a partire da una critica di Peter Scholze e Jakob Stix, già anticipata da alcune perplessità da parte di matematici siccome non capivano questo passo nella dimostrazione.

### IUTeich IV: Log-volume Computations and Set-theoretic Foundations
Il quarto articolo, lungo solo 84 pagine PDF in formato A4 (esclusa la magra bibliografia), devolve le prime 8 pagine come introduzione e disambigua che le notazioni usate sono le stesse del primo articolo della serie. L'articolo, a seguito dell'ottenimento delle stime per il volume logaritmico dei monoidi LGP e del completamento della teoria sul reticolo logaritmico di theta, si lancia nella ricerca di nuovi risultati nella geometria diofantea (congettura di Vojta per le curve iperboliche, congettura abc e congettura di Szpiro per le curve ellittiche) facendo uso in particolare della disuguaglianza appartenente al corollario 3.12 (IUTeich III).
Per la precisione, il articolo discute varie stime elementari del volume logaritmico di vari pacchetti tensoriali di gusci/inviluppi logaritmici (tensor packets of log-shells), dei costrutti presenti nel terzo articolo; i pacchetti tensoriali di gusci logaritmici sono dei prodotti di tensori di moduli ottenuti applicando il logaritmo p-adico delle unità locali in termini di invarianti. Dopodiché, l'articolo discute le stime del volume logaritmico nel caso di campi locali archimedei complessi. Dopo avere passato in revisione alcune stime sulla distribuzione dei numeri primi e fatti noti sulle curve ellittiche dalla letteratura passata, computa in modo esplicito una quantità che porta a una disuguaglianza forte sulle curve ellittiche. In particolare, in questo articolo, il corollario 2.3 è indicato come la principale applicazione della IUT nei quattro articoli (pagina 54) e riguarda le curve iperboliche.
L'articolo discute anche le proprietà della nozione di "specie" per discutere a sua volta dei problemi teoretici che riguardano linee verticali e orizzontali del reticolo del logaritmo di theta; la "specie" è pensabile come la formalizzazione (attraverso la teoria degli insiemi) della nozione intuitiva di "tipo di oggetto matematico". La discussione di questi problemi teoretici conduce proprio al concetto di "inter-universalità".

## Dibattiti

### Pubblicazione degli articoli
Già durante il momento della pubblicazione, appena dopo l'agosto 2012, la IUT ha messo in difficoltà i matematici di tutto il mondo a causa della sua vastità (637 pagine A4 in PDF, esclusa la bibliografia) e complessità in quanto la IUT introduceva nuovi concetti a loro volta collegati a concetti semi-nuovi in un approccio recente alla geometria anabeliana, la geometria mono-anabeliana assoluta. Jordan Ellenberg dell'Università del Wisconsin-Madison ha detto che leggere gli articoli di Mochizuki è come leggere un articolo dal futuro o dallo spazio. Gerd Faltings, già referente di Mochizuki durante il suo PhD e laurea magistrale, ha criticato la IUT per essere scritta in modo poco chiaro. Mochizuki ha rifiutato ogni invito di viaggiare all'estero per tenere lezioni, seminari e workshop sulla IUT. Il circolo di docenti e ricercatori legati a Mochizuki al RIMS ha indicato la IUT come corretta.
Il 7-11 dicembre 2015, un workshop al Clay Mathematics Institute ha provato a presentare la teoria. Al worshop, tra i vari, erano presenti Yuichiro Hoshi e Go Yamashita del RIMS di Kyoto oltre a Ivan Fesenko (Università di Nottingham), Fucheng Tan (Jiaotong University), Jakob Stix (Università di Francoforte), Minhyong Kim (Università di Oxford) e Kiran Kedlaya (Università di San Diego in California).
Nel dicembre 2015, Taylor Dupuy ha pubblicato su YouTube una piccola serie di 3 video che presentano la IUT.
Negli anni a seguire, si sono tenuti ulteriori seminari in particolare all'Università di Kyoto che tuttavia non sono riusciti a delucidare bene la IUT ai matematici presenti.
Nel mentre, l'Asahi Shimbun, un famoso quotidiano giapponese, il 16 dicembre 2017 ha dichiarato che la IUT era sul punto di essere validata; dopo questa dichiarazione, Peter Woit della Columbia University (New York) ha spiegato che l'approvazione di una teoria la cui veridicità era ancora oggetto di controversia a causa della difficoltà e vastità della teoria stessa avrebbe creato una situazione senza parallelo nella Storia della matematica.

### La controversia con Scholze e Stix e la pubblicazione
Il 15-20 marzo 2018, Peter Scholze (Medaglia Field nel 2018) e Jakob Stix hanno incontrato Mochizuki al RIMS di Kyoto per una settimana per discutere un presunto errore nella teoria IUT che la invalidava completamente; il punto problematico è nel corollario 3.12, 3° articolo (pagina 173-175). Mochizuki ha difeso la propria teoria.
Il 16 luglio 2018, Scholze e Stix hanno pubblicato su una pagina dell'Università di Bonn il report "Why abc is still a conjecture" in cui spiegano come mai, secondo loro, la disuguaglianza di Mochizuki è errata. Per la precisione, il punto problematico è il lato destro della disuguaglianza di Mochizuki, −|log(Θ)|, che contiene il volume logartmico mono-analitico "log" dell'involucro olomorfo dell'unione della possibile immagine di un oggetto theta-pilota. La disuguaglianza di Mochizuki è uno dei risultati e componenti fondamentali della IUT. Secondo i due autori Mochizuki, durante il calcolo (una doppia sommatoria) nel passo XI del corollario 3.12 (sotto la figura 3.8) che lo ha condotto a questa disuguaglianza, avrebbe inserito erroneamente un fattore scalare j2 nel lato destro, per cui il risultato finale è una disequazione completamente diversa e essenzialmente priva di contenuti, per cui non può essere usata in un algoritmo che porta alla dimostrazione della congettura abc. La confutazione è stata espressa tramite il disegno di un diagramma verso la fine del report contenente alcuni spazi R-vettoriali unidimensionali ordinati, due copie di numeri reali (RΘ e Rq) e quello che accade in due teatri di Hodge HT1 e HT2 (uno legato agli oggetti theta-pilota e l'altro a quelli q-pilota) collegati da theta-link a livello di isomorfismi. Nel diagramma, in base agli isomorfismi l'oggetto theta-pilota astratto non codificherebbe alcun grado aritmetico del theta-divisore. Mochizuki avrebbe provato a inserire dunque il fattore scalare j2 a sinistra nel grafico, ma tale inserimento porta a monodromia e dunque a un'inconsistenza di fondo: secondo Scholze e Stix, le identificazioni consistenti di copie di numeri reali nella IUT non potrebbero ammettere questo fattore scalare. Anche a tenere questo fattore scalare, il diagramma può commutare per un fattore di almeno O(l2), per cui la disuguaglianza del corollario 3.12 è inutile e l'intera dimostrazione della congettura abc e simili congetture è sbagliata e irreparabile.
La confutazione della disuguaglianza si basa anche su alcune semplificazioni della IUT che i due studiosi hanno indicato come non critiche. Alcune di esse sono pesanti, come ad esempio la sostituzione di un teatro di Hodge con una più semplice curva astrattamente isomorfa a una curva iperbolica X o usare un'equazione tra oggetti identici invece di considerarli distinti; in particolare, i teatri di Hodge sarebbero meramente un insieme di dati che deriva da una curva ellittica forata una volta (siccome non ha il punto di origine). I due studiosi hanno anche aggiunto che, secondo loro, la geometria anabeliana per gran parte della IUT è equivalente alla teoria dei gruppi siccome non ci sono punti in cui è essenziale lavorare con i gruppi fondamentali. Dopodiché, hanno definito i dati simil-étale (D) grossomodo come i dati forniti dal gruppo topologico astratto π1(X), considerato come gruppo fino all'automorfismo interno; inoltre, l'immagine simil-Frobenius (Frobenius-like picture) è stata descritta in modo approssimato come un miglioramento dell'immagine simil-étale siccome consistono essenzialmente in un gruppo topologico π1(X) insieme all'azione su un monoide. Mochizuki ha insistito che le semplificazioni pesanti non erano permesse, ma i due studiosi hanno risposto che le sue contro-argomentazioni non li hanno convinti.

#### La risposta di Mochizuki e la pubblicazione
Alcuni giorni dopo, Mochizuki ha pubblicato tre report in cui rigetta tutte le argomentazioni e semplificazioni di Scholze e Stix e sostiene che abbiano compreso solo qualche porzione della teoria, di cui uno più tecnico e dettagliato (45 pagine) ripubblicato con aggiornamenti l'anno successivo. Nel report di 8 pagine, indica come la prova di Scholze e Stix non sia rigorosa. Dopodiché, sostiene che i due autori abbiano compreso solo alcuni dettagli tecnici perlopiù marginali della IUT ma non il perché o come sono usati e che abbiano semplificato delle parti nonostante abbia provato numerose volte a spiegare come mai non fossero ammissibili. Poi, lamenta che molti concetti chiave della IUT, come ad esempio la proprietà di multiradialità degli algoritmi e i gusci logaritmici, e smentisce il fatto che i gruppi fondamentali non abbiano un ruolo chiave nella IUT a causa delle proprietà di simmetria delle strutture simil-étale nel reticolo logaritmico di theta, che sono alla base della multiradialità degli algoritmi. Oltre a una serie di errori e sviste nel loro report, contesta anche il fatto che, come forma di semplificazione pesante, hanno anche usato una versione modificata della IUT (la cosiddetta versione-id, "id-version") in cui non si possono applicare gli algoritmi multiradiali siccome non soddisfa le condizioni essenziali per la loro applicazione. Infine, smentisce di avere fatto confusione tra oggetti pilota astratti e concreti e smentisce anche la loro confutazione della disuguaglianza di Mochizuki (corollario 3.12) siccome nessuno dei punti problematici reperiti dai due autori fa parte del passo 11 della prova per arrivare alla disuguaglianza. Inoltre, l'incosistenza che i due autori avrebbero trovato nel diagramma deriva da un'identificazione errata di strutture ad anello su ogni lato dei theta-link che in realtà sono distinte tra loro. La stessa versione-id della IUT è ottenuta proprio identificando varie copie (e.g., copie simil-Frobenius, copie simil-étale e copie in diversi teatri di Hodge) di oggetti attraverso il morfismo identità quando invece sono oggetti distinti tra loro.
Nel report di 5 pagine, Mochizuki ha inserito degli ulteriori commenti che fungono da complemento a seguito della seconda edizione del report di Scholze e Stix. Oltre a nuove critiche, spiega che gli autori per la prima volta citino concetti prima ignorati come ad esempio la proprietà di multiradialità degli algoritmi ma, da come la trattano, sostiene che non abbiano capito il modo in cui vengono usati nella IUT.
Nel report più esteso, sono presenti molti dettagli sulle refutazioni di Mochizuki e sulla dinamica degli incontri, che secondo Mochizuki hanno avuto una durata troppo breve (5 giorni) per capire una teoria complessa che si approfondisce con una serie di riflessioni profonde nell'arco di mesi. In un'altra argomentazione a difesa della IUT, Mochizuki spiega che la logica dietro alla IUT tratta la storia delle operazioni diversamente dalla matematica convenzionale e ripercorre il concetto di specie e operazione di re-inizializzazione. Secondo l'autore, Scholze e Stix riconoscono il concetto di re-inizializzazione nella geometria anabeliana, ma credono sia superfluo nella IUT. Inoltre, secondo l'autore, i due studiosi non ammettono i poli-morfismi nella IUT nonostante l'osservazione di poli-morfismi nonostante alcune indeterminatezze che vengono tollerate sia un'operazione comune in matematica; come esempio, indica l'omotopia stabile (classi di mappe continue tra spazi topologici); i poli-morfismi sono rigettati per questioni di "semplicità" nei calcoli, nonostante secondo Mochizuki siano fondamentali per riuscire a svolgere i calcoli necessari (" [...] there is no meaningful sense in which one can define the “quotient set” of a topological space by its group of homotopy self-equivalences") per ottenere le strutture che ammettono simmetrie che a loro volta permettono la multiradialità degli algoritmi. Sempre nel report più esteso, sono inoltre contenute molte altre discussioni, delucidazioni e difese della IUT più una spiegazione della versione-id che avrebbero usato Scholze e Stix per confutare la versione vera e propria della IUT. In un ulteriore articolo, Mochizuki spiega la logica (attraverso gli operatori booleani e una serie di parallelismi) della IUT, anche in ottica di risposta alle critiche di Scholze e Stix, in particolare al problema di identificare tra loro le copie di oggetti matematici isomorfi invece di tenerle distinte siccome l'identificazione invalida la struttura logica della IUT. Le copie identificate vengono dette da Mochizuki "copie ridondanti" siccome i matematici che le identificano, secondo Mochizuki, le identificano perché le considerano in partenza ridondanti in quanto copie; la linea di pensiero che identifica le copie di oggetti è stata chiamata da lui stesso "scuola delle copie ridondanti" (Redundant Copies School, RCS, da cui i concetti "RCS-ridondanza, RCS-identificazione e RCS-IUT, RC-Θ"). Un esempio in matematica di utilizzo di copie di oggetti, secondo Mochizuki, è la superficie di Riemann in analisi complessa siccome è una varietà complessa che si forma incollando copie di sottoinsiemi aperti del piano complesso. L'articolo contiene anche ulteriori delucidazioni sulla IUT. Secondo l'autore, se nella teoria delle varietà differenziali o topologiche di dimensione n (dove n è un numero intero positivo) si identificano le copie di oggetti per semplificare i calcoli e/o perché si considerano superflue, si ottengono contraddizioni siccome queste stesse varietà sono per definizione delle collezioni di copie di oggetti distinti, per la precisione delle copie di spazi euclidei incollati insieme attraverso isomorfismi di incollatura; ogni oggetto dunque ha una propria etichetta distinta (label). Un esempio di etichette per marcare due copie (non identificabili) di uno stesso oggetto sono la croce singola † e la doppia croce ‡ come apici. Effettuare operazioni di incollaggio identificando le copie distinte porterebbe a incollare un oggetto su se stesso. Secondo lo studioso, la versione-id della IUT usata da Scholze e Stix è proprio un esempio di identificazione errata che porta a contraddizioni interne.

#### Altre controversie e la pubblicazione
Nel settembre 2018, Scholze e Stix hanno anche concesso un'intervista a Quanta, una rivista di fisica, in cui hanno ribadito come la IUT abbia una falla irreparabile e come la congettura abc non sia stata dimostrata, per cui le contro-argomentazioni dettagliate del report di Mochizuki sono rigettate. Il 6-19 aprile Peter Scholze ha avuto una discussione in merito con alcuni matematici su un blog sulla IUT e la congettura di Szpiro; anche di questa discussione esiste un report ordinato pubblicato da Scholze in cui i vari matematici che hanno partecipato alla discussione non sono arrivati a una conclusione unanime.
In una lezione di Ivan Fesenko, durante il question time (56:40) Fesenko stesso ha sostenuto come Scholze e Stix abbiano provato a confutare la IUT senza conoscere le basi di geometria anabeliana, per cui la loro refutazione contiene delle semplificazioni eccessive che portano a errori grossolani (non è chiaro se Fesenko si riferiva in particolare alla geometria mono-anabeliana assoluta, siccome Stix è specializzato in generale nella geometria anabeliana); ad esempio, i gruppi di simmetrie (fondamentali in geometria anabeliana) non-commutativi sono stati sostituiti per semplicità con delle identità. Inoltre, la loro refutazione è indicata come un "breve report che contiene la sua visione della IUT" e non come una dimostrazione in un articolo. Infine, aggiunge che Mochizuki ha dovuto dare loro lezioni sulla IUT siccome non la conoscevano e che entrambe le fazioni si sono accordate per scrivere un proprio report sull'incontro.
Il 3 aprile 2020 è stato annunciato che la IUT sarebbe stata pubblicata su Publications of the Research Institute for Mathematical Sciences, un'importante rivista internazionale di matematica prodotta dal RIMS. L'annuncio è stato fatto da Masaki Kashiwara e Akio Tamagawa; Mochizuki era direttore editoriale della rivista, era stato escluso fin dal primo momento dalla commissione editoriale. Mochizuki, che ha più volte rifiutato le richieste di intervista e non si è mai spostato da Kyoto, non era presente alla conferenza. Questo annuncio era già stato anticipato da voci di corridoio. La pubblicazione ha aggiunto un'ulteriore controversia alla IUT. Kiran Kedlaya ha detto che, dal 2018 al 2020, la maggioranza della comunità di matematici non ha cambiato l'opinione per cui la IUT è errata. Edward Frenkel dell'Università di Berkely in California ha sospeso il giudizio sulla pubblicazione in attesa di altre informazioni sulla correttezza o meno della IUT. Minhyong Kim dell'Università di Oxford ha detto che sarebbe grande se le idee di Mochizuki fossero confermate.

### Sviluppi recenti
Nel giugno 2023, Mikael Sarkisyan in un suo articolo ha discusso alcuni nessi tra la IUT e la fisica e in più ha offerto un'altra dimostrazione del corollario 3.12 attraverso una generalizzazione del teorema di Hardy-Ramanujan ottenuta attraverso il teorema di Erdos-Kac.
Il 6 giugno 2023, è stato istituito l'Inter-Universal Geometry Center (IUCG), poi ribattezzato ZEN Mathematics Center (ZMS), alla ZEN University, un'università online giapponese con campus fisico a Zushi (逗子), nella prefettura di Kanagawa; contestualmente Nobuo Kawakami, il fondatore di Dwango (un'azienda di telecomunicazioni), ha istituito il premio IUT Challenger e IUT Innovator: il primo è un premio pari a un milione di dollari che verrà assegnato a chi dimostra una falla nella IUT, mentre il secondo è un premio istituito per 10 anni consecutivi pari a 20.000-100.000 dollari per chi pubblica contenuti originali sulla IUT; il premio è tarato in base all'originalità e rilevanza del contributo. Il premio IUT Challenger viene assegnato direttamente da Kawakami, mentre il premio IUT Innovator viene assegnato da una giuria di membri dell'Inter-Universal Geometry Center. Gli articoli, per poter competere, devono essere pubblicati su riviste di matematica menzionate dal repertorio MathSciNet da parte di matematici che hanno pubblicato almeno 10 articoli sul tema della geometria aritmetica durante gli ultimi 10 anni. Nell'aprile 2024, si è tenuta a Tokyo la prima Conferenza IUCG sulla IUT; all'epoca, lo ZEN Mathematics Center era ancora chiamato "IUCG". Nel 2024, il primo premio IUT Innovator pari a 100.000$ è stato assegnato proprio a Mochizuki, Ivan Fesenko, Yuichiro Hoshi, Arata Minamide e Wojciech Porowski per l'articolo Explicit Estimates in Inter-Universal Teichmüller Theory, pubblicato sul Kodai Mathematical Journal (KMJ) dell'Istituto di Scienza a Tokyo. Il premio è stato accettato da tutti gli autori tranne Ivan Fesenko; coloro che l'hanno accettato l'hanno donato al RIMS per finanziare la ricerca sulla IUT e la relativa geometria anabeliana.
Kirti Joshi, un matematico dell'Università dell'Arizona, ha provato a sviluppare una versione alternativa della IUT per risolvere la presunta falla trovata da Scholze e Stix. La sua versione è contenuta in tre articolo pubblicati rispettivamente nel 2021, 2023 e 2024 (e aggiornati il 24 febbraio 2025), a cui si aggiunge un preprint in cui prova a dimostrare la congettura abc:
- Construction of Arithmetic Teichmuller Spaces I;[48]
- Construction of Arithmetic Teichmuller Spaces II½: Deformation of Number Fields;[49]
- Construction of Arithmetic Teichmuller Spaces III: A 'Rosetta Stone' and a proof of Mochizuki's Corollary 3.12;[50]
- Construction of Arithmetic Teichmuller Spaces IV: Proof of the abc-conjecture.[51]

Gli articoli inoltre spiegano le differenze tra le idee originali di Mochizuki e quelle di Joshi. Tuttavia, la sua versione è stata duramente attaccata da Mochizuki nel 2024; dopodiché, è stata attaccata anche da Peter Scholze in una discussione su MathOverflow nel marzo-aprile 2024; quest'ultimo ha nuovamente ribadito che la congettura abc è ancora irrisolta. In particolare, Scholze indica che il punto cardine della versione della IUT di Joshi è il teorema 6.10.1 nel 4° articolo siccome indica un limite superiore e inferiore su un volume, dunque due disequazioni; tale limite è ottenuto sommando alcune disuguaglianze di natura locale. Tuttavia, Scholze sostiene di avere trovato un errore nella proposizione 6.10.7 siccome la prova di tale proposizione si limita a fare riferimento agli articoli di Mochizuki; inoltre, le due disequazioni chiave sarebbero contraddittorie tra loro, per cui la versione IUT di Joshi ha un errore irreparabile. Secondo Scholze e Mochizuki, la congettura abc non si può dimostrare sommando delle disuguaglianze locali. Kirti Joshi ha anche scritto un ulteriore articolo che riguarda la controversia sul corollario 3.12, un insieme di domande e risposte sui propri articoli a tema IUT e due riposte ad alcune critiche di Mochizuki e Scholze.
L'8 marzo 2025, Zhou Zhongpeng (周忠鹏) ha pubblicato un nuovo risultato legato alla IUT; l'articolo si chiama The inter-universal Teichmüller theory and new Diophantine results over the rational numbers. I. Dal titolo, potrebbe essere il primo di una serie. Nell'articolo, Zhongpeng applica una sua versione leggermente modificata della IUT (siccome la IUT è una teoria non lineare e adattabile) sul campo dei numeri razionali R e offre alcune dimostrazioni dell'ultimo teorema di Fermat generalizzato. Zhou Zhongpeng è un cinese originario di Lianyungang (连云港) nel Jiangsu che ha vinto le Olimpiadi Nazionali di Matematica mentre era alla scuola superiore. Pertanto, è stato raccomandato all'Università di Pechino, in cui si è laureato con lode in ingegneria e ha vinto una borsa di studio; già durante la laurea triennale a Pechino, studiava online da autodidatta la teoria dei numeri. Dopodiché, ha interrotto un PhD in teoria dei grafi siccome questo campo non era compatibile con la sua passione principale, la teoria dei numeri algebrica; dal 2023, durante il suo duro lavoro come ingegnere di algoritmi di controllo del rischio alla Huawei a Haidian (Pechino), che gli assorbiva 12-14 ore al giorno (10:30-22:00), nel tempo libero e in piena notte ha studiato la IUT. Nel 2024, nell'arco di 5 mesi, ha scritto il suo articolo, sottoposto poi a giugno all'attenzione di Ivan Fesenko (che nel mentre si era spostato all'Università di Westlake a Hangzhou). Dopo una discussione con Fesenko, Zhoupeng ha pubblicato il suo articolo (marzo 2025), ha lasciato il suo lavoro come ingegnere nel settembre, ha tenuto una conferenza internazionale di 40 minuti a Kyoto sui suoi risultati ed è tornato a studiare matematica pura a Hangzhou sotto il tutorato di Ivan Fesenko. In futuro, vorrebbe svolgere un altro PhD con Fesenko.
Nel luglio 2025, si è tenuta a Tokyo la seconda conferenza dello ZMC (ZEN Mathematics Center); in esso, è stata discussa la possibilità di formalizzare la geometria anabeliana con Lean 4, un software open source su GitHub, in modo tale da permettere ai supercomputer di verificare le congetture e dimostrazioni matematiche in questo campo. Alla conferenza hanno partecipato, tra i vari, Yuichiro Hoshi e Kiran Kedlaya. Riguardo alla possibilità di usare gli algoritmi per testare la IUT, Mochizuki ha espresso perplessità siccome possono testare una versione secondo lui scorretta della IUT (e.g., la versione-id); inoltre, gli algoritmi stessi potrebbero essere invalidi e gli algoritmi stessi non possono comprendere se essi stessi sono validi, per cui sorgono anche problemi di verificabilità che secondo lui sono risolvibili se si opta per l'intervento diretto di matematici umani nella discussione.
Al 2025, sono in fase di elaborazione tre nuove versioni della IUT, siccome essa è una teoria non-lineare. L'articolo di Mochizuki et al. sulle stime esplicite già aveva costruito un primo riadattamento detta μ6-IUT; anche l'articolo di Zhou Zhongpeng contiene una versione leggermente riadattata della IUT. Le altre tre derivano dall'applicazione dei risultati di un articolo di Mochizuki (Resolution of Nonsingularities, Point-theoreticity, and Metric-admissibility for p-adic Hyperbolic Curves, RNSPM): data una curva iperbolica su un'estensione di campo finitamente generata su un campo numerico o campo locale a caratteristiche miste, la risoluzione delle non-singolarità riduce la geometricità di una sezione Galois arbitraria di tale curva alla geometricità locale a ogni numero primo non-archimedeo e a tre condizioni globali. Ognuna delle 3 condizioni equivale a una nuova versione della IUT. Una di queste tre è la versione "orbita di Galois" (Galois-orbit IUT, GalOrbIUT), che è applicabile in geometria anabeliana (congettura della sezione di Grothendieck), teoria dei numeri analitica (non-esistenza degli zeri di Siegel delle funzioni-L di Dirichlet associate a campi di numeri quadratici immaginari) e geometria diofantea (congettura abc, congettura di Szpiro) ed è la più complessa delle tre versioni. L'applicazione in teoria dei numeri analitica fa uso del teorema di Granville-Stark (2000) e dei risultati di Christian Tafula (2019). Pertanto, la versione originale e generale della IUT nei primi 4 articoli e nell'articolo che discute la IUT, secondo Mochizuki, è solo il primo esempio di una collezione/insieme più vasto di esempi di "analisi adelica anabeliana", cioè di analisi secondo il punto di vista per cui i vari tipi di strisce di numeri primi che compaiono nella IUT sono pensabili come una sorta di versione anabeliana/di teoria dei monoidi della nozione di adeli e ideli (due concetti di geometria aritmetica e teoria dei numeri).

## Propedeuticità per la IUT
La IUT è nota per la sua enorme difficoltà e vastità; entrambe pongono anche a molti matematici esperti degli ostacoli, per cui è difficile discutere la IUT e i suoi punti di forza (e.g., le idee che contiene e i suoi sviluppi) e di controversia (e.g., la correttezza del corollario 3.12).
Alcuni matematici, come Go Yamashita, hanno pubblicato delle spiegazioni semplificate della IUT; in particolare, lo stesso Yamashita ha condensato in 400 pagine i punti fondamentali della geometria mono-anabeliana assoluta e della IUT proprio per capire la IUT. Se si esclude la bibliografia e gli indici, sono 379 pagine, focalizzate in particolare sui primi tre articoli della IUT.
Lo stesso Mochizuki ha indicato quali dei suoi articoli sono necessari per capire specificatamente la geometria mono-anabeliana assoluta dietro alla serie di 4 paper della IUT avendo già chiare le basi di geometria anabeliana classica (la quale a sua volta si studia nei dottorati di ricerca), in particolare quella su campi numerici e campi locali p-adici; tuttavia, il gruppo di articoli che introduce la geometria mono-anabeliana assoluta (grossomodo un argomento da post-dottorato di ricerca) è molto lungo. La lunghezza di ogni paper citato da Mochizuki in formato PDF nell'edizione più aggiornata, esclusa la bibliografia e gli indici e incluso l'articolo sulla funzione theta étale, è:
| Nome                                                                                   | Anno | Pagine |
| -------------------------------------------------------------------------------------- | ---- | ------ |
| The geometry of anabelioids                                                            | 2001 | 55     |
| The absolute anabelian geometry of canonical curves                                    | 2001 | 32     |
| Categorical representation of locally noetherian log schemes                           | 2002 | 25     |
| Semi-graphs of anabelioids                                                             | 2004 | 86     |
| Conformal and quasiconformal categorical representation of hyperbolic Riemann surfaces | 2004 | 37     |
| Absolute anabelian cuspidalizations of proper hyperbolic curves                        | 2005 | 92     |
| The geometry of Frobenioids I: the General Theory                                      | 2005 | 119    |
| The geometry of Frobenioids II: Poly-Frobenioids                                       | 2005 | 68     |
| The étale theta function and its Frobenioid-theoretic manifestations                   | 2006 | 110    |
| Topics in absolute anabelian geometry I: generalities                                  | 2008 | 80     |
| Topics in absolute anabelian geometry II: decomposition groups and endomorphisms       | 2008 | 74     |
| Topics in absolute anabelian geometry III: global reconstruction algorithms            | 2008 | 162    |

Pertanto, gli articoli di geometria mono-anabeliana assoluta che lo stesso Mochizuki indica come preliminari alla IUT e affrontabili in un dottorato di ricerca, senza la bibliografia ammontano a 940 pagine PDF in formato A4.
Dall'introduzione compatta di 379 pagine di Go Yamashita, che rappresenta un tentativo di compattare 940 pagine di geometria mono-anabeliana assoluta propedeutica insieme a 637 pagine di IUT (dunque 1577 pagine ridotte al 24% circa), sono ripescabili molti argomenti di matematica avanzata propedeutici alla IUT (e.g., perché usati nella teoria o nelle dimostrazioni e discussioni di risultati). Tali argomenti sono in parte citati da Yamashita e in parte ricavabili dalle spiegazioni, dimostrazioni e discussioni dei risultati.
Due concetti di partenza sono le curve ellittiche e le curve iperboliche, due curve algebriche entrambe su campi numerici; della curva iperbolica viene anche calcolato il genere (e.g., genere 0) e viene forata una volta (once-punctured), cioè le viene tolto un punto (solitamente l'origine della curva). Invece, tra le curve ellittiche (sempre di genere 1), sono menzionate in particolare le curve di Tate (la loro trattazione si correla alle serie formali di potenze e ai loro anelli, dunque alla teoria degli anelli)
Gli argomenti di matematica avanzata (tipicamente universitaria o applicata a livello di dottorato e post-dottorato) ripescabili dalle prime 199 pagine su 379 con una classifica per branca sono:
- analisi complessa: funzione meromorfa (si definisce a partire dal concetto di "funzione olomorfa") sul piano complesso, i poli di una funzione complessa, kernel/nucleo di una suriezione
- Analisi complessa multivariata: involucro olomorfico, detto anche "involucro di olomorfia" (holomorphic hull, envelope of holomorphy) di un sottoinsieme A.
- teoria dei campi: campi numerici (Number Fields, NF), teoria dei campi di classe locali (Local Class Field Theory, LCFT, a sua volta una branca della teoria dei campi di classe, Class Field Theory, CFT: la teoria dei campi di classe locali studia le estensioni abeliane di campi locali, che sono un tipo di campo topologico e si dividono in due grandi tipi: campi locali archimedei e campi locali non-archimedei. La teoria dei campi di classe locali è stata introdotta da Helmut Hasse, citato nel titolo originare di uno dei paper della IUT di Mochizuki), campi di moduli, campi sub p-adici
- algebrica e teoria algebrica dei numeri (o "teoria dei numeri algebrica"): chiusura algebrica di un campo numerico. Congettura di Weil per le varietà abeliane (queste ultime sono un tipo di varietà; le varietà provengono dal campo della geometria differenziale), curva iperbolica affine, gruppo di decomposizione (e.g., di una cuspide), carattere ciclotomico l-adico, campo finitamente generato, teorema di Riemann-Roch, divisore cuspidale, teoria di Raynaud sulle jacobiane, il concetto di fibra. Da un ramo della geometria algebrica, la geometria logaritmica (o "geometria algebrica logaritmica"), deriva il concetto di curva logaritmica iperbolica liscia.
- Teoria dei modelli: riduzione algebrica (e.g., riduzione semistabile, "bad reduction" cioè "riduzione cattiva")
- Combinando una versione della congettura di Grothendieck sui campi sub p-adici e il diagramma "endomorfismo nascosto" (hidden endomorphism), si ottiene la cuspidalizzazione ellittica o "cuspidalizzazione di Belyi" (legata al teorema di Belyi e rappresentabile con un diagramma).

- Dato un campo base e una curva iperbolica di tipo Belyi su un campo sub p-adico, se si applica la cuspidalizzazione di Belyi, si ottiene un algoritmo di ricostruzione sia per la porzione NF (Number Field) del campo base, sia per il campo di funzione di questa curva.

- Data una curva iperbolica di tipo Belyi su un campo locale a caratteristiche miste, sempre applicando la cuspidalizzazione di Belyi, si ottiene un algoritmo di ricostruzione per il campo base di questa curva.
- Teoria dei gruppi: gruppi Heisenberg, il gruppo topologico Hausdorff "G", i sottogruppi (inclusi i sottogruppi di Sylow e i sottogruppi aperti), monoide e monoide topologico commutativo, pseudo-monoide, monoide scisso (split monoid) associato a un campo topologico e gruppi profiniti. Da una peculiare versione della teoria dei gruppi, la teoria dei gruppi geometrica, provengono le proprietà dei sottogruppi ("commensurabilmente terminale, relativamente snello, snello, temperato-snello"). Gruppi di Lie e teorema di Cartan (specificatamente, il teorema del sottogruppo chiuso, che riguarda proprio i gruppi di Lie). Gruppi fondamentali temperati (che riguardano le varietà p-adiche), per esempio per spazi su campi non-archimedei; essi sono correlati alla copertura temperata (tempered covering). Gruppi di decomposizione, elementi coniugati (conjugates). Classe laterale (coset) e relativa decomposizione. Sottogruppo inerzia (fa parte in particolare della teoria della ramificazione), e.g., sottogruppi di inerzia di una cuspide.  Sottogruppi di inerzia coniugati. Gruppi profiniti liberi. Sottogruppo verticale. Indice di ramificazione, sottogruppo compatto. Sottogruppi di inerzia (inertia subgroups) delle cuspidi, le doppie coperture di spazi analitici rigidi, completamento profinito (concetto legato al "gruppo profinito"), completamenti profiniti senza torsione, sottoquozienti (subquotients) di sotto-oggetti (subobjects), monoide divisore, monoide razionale, sottomonoide (appartiene a un sottogruppo), pseudo-monoide (e.g., pseudo-monoide topologico, pseudo-monoide divisibile, pseudo-monoide ciclotomico, pseudo-monoide ciclotomico divisibile)
- Teoria degli anelli: gli anelli sono fissati sui punti di l-torsione della curva XF (vedi IUTch I, introduzione) e su un lato dei theta-link. Il punto di torsione è a sua volta un contenuto appartenente alla teoria degli anelli. Tali strutture ad anello sono però dette "aliene" siccome non si trovano in un contesto di geometria aritmetica tradizionale. La nozione di multiradialità (l'opposto dell'uniradialità) permette di osservare gli anelli sull'altro lato dei theta-link nonostante le piccole indeterminazioni/perdite di informazioni/distorsioni/deformazioni nella IUT (nel momento in cui il gruppo di simmetria additiva e moltiplicativa sono distaccati per svolgere calcoli paralleli in due universi/ambienti/teatri di Hodge diversi). Dunque, un algoritmo multiradiale nella IUT, differentemente da un algoritmo uniradiale, permette di essere osservato da un altro teatro di Hodge.
- Algebra astratta in generale: teoria di Kummer (a cui si collega direttamente la mappa di Kummer), successione di Chaucy di punti-NF (Cauchy sequence of NF-points), filtrazione di sottogruppi chiusi (a essa si possono associare successionni spettrali di Leray-Serre)

- La IUT si basa anche sulla funzione theta in geometria anabeliana, una funzione piena di proprietà di simmetria che ha una versione étale (“immobile”). La teoria intorno alla funzione theta étale si focalizza sullo stabilimento di proprietà di rigidità degli ambienti mono-theta (rigidità multipla costante, rigidità ciclotomica, rigidità discreta; gli ambienti mono-theta sono contrapposti agli ambienti bi-theta, anch’essi caratterizzati da rigidità multipla costante e rigidità ciclotomica ma non dalla rigidità discreta); gli ambienti mono-theta sono progettati per studiare la funzione theta étale. In tale gruppo di osservazioni, l’applicazione della cuspidalizzazione ellittica mostra la rigidità multipla costante di tale ambiente. Inoltre, la struttura precisamente quadratica di un gruppo Heisenberg mostra la rigidità ciclotomica di tale ambiente. Se si applica la struttura al massimo quadratica di un gruppo Heisenberg, si mostra anche la rigidità discreta di tale ambiente. La funzione theta serve a contenere i valori theta (che agiscono sui gusci logaritmici). Dato il concetto di coricità (coricity), la funzione theta contiene i valori theta nella sua versione k-corica (usata per stabilire l’algoritmo multiradiale e performare il distacco di Kummer multiradiale; "k-" deriva da "Kummer"). In generale, i monoidi generati dalle funzioni theta sono detti "monoidi theta"; tali monoidi si possono scindere con le scissioni canoniche (canonical splittings). Rigidità abeliana della funzione theta étale (possiede questo tipo di rigidità particolare come proprietà oltre alla rigidità multipla costante).

- La rigidità ciclotomica degli ambienti mono-theta permette di usare la teoria di Kummer in modo multiradiale (per eseguire il distacco di Kummer multiradiale) per la funzione theta. Di contro, la versione più classica della rigidità ciclotomica (cioè quella che viene dedotta dalla teoria dei campi di classe locali per estensioni localmente finite, Local Class Field Theory for Maximal Locally Finite extension of a local field, in sigla LCFT for MLF's) non produce algoritmi multiradiali. In generale, gli ambienti mono-theta hanno rigidità multipla costante.
- La teoria di Kummer applicata agli ambienti mono-theta e alle funzioni theta (entrambi per funzioni k-coriche) porta alla teoria della valutazione di Hodge-Arakelov e alla costruzione dei monoidi gaussiani (monoidi generati dai valori theta).

- Alcuni gruppi topologici e alcuni frobenioidi temperati permettono la ricostruzione di ambienti mono-theta insieme alla rigidità discreta degli ambienti mono-theta; dopodiché, si riesce (tra i vari) a costruire i monoidi gaussiani. Questi ultimi, se combinati con la teoria dei log-link, portano ai monoidi LGP, che sono dotati di scissioni canoniche naturali (natural canonical splittings) che sorgono proprio dalla rigidità multipla costante degli ambienti mono-theta.

- I frobenioidi sono sia usati per ricavare algoritmi di ricostruzione appartenenti alla teoria delle categorie (dunque quasi non attinenti alla IUT). La parola “frobenioide” è una fusione di “Frobenius” e “monoide”. Nella IUT sono usati in particolare una tipologia di frobenioidi, per cui non è necessaria l’intera teoria dei frobenioidi sviluppata da Mochizuki; tali frobenioidi sono i “frobenioidi modello” (model Frobenioids, tutti di tipo isotropo) e, in alcune definizioni basilari, i “frobenioidi elementari”, i pre-frobenioidi, i pre-frobenioidi divisi (split pre-Frobenioids), i frobenioidi p-adici, i frobenioidi temperati (sono dotati di rigidità ciclotomica), i frobenioidi archimedei (questi ultimi non sono isotropi, quindi non possono essere frobenioidi modello) e il frobenoide realizzato globale (global realified Frobenioid). Gli oggetti simil-Frobenius (Frobenius-like) sono usati anche per ricavare i theta-log e i log-link. Gli oggetti simil-étale (étale-like) penetrano i theta-link e i log-link, che altrimenti sarebbero impenetrabili come dei muri.
- Se si combina la multiradialità dell'algoritmo multiradiale finale con la compatibilità di tale algoritmo sia con il theta-link che con i volumi logaritmici, i log-link e varie proprietà che riguardano i frobenioidi globali, si ottiene un limite superiore (upper bound) per l'altezza di una data curva ellittica.
- La teoria intorno ai log-link e ai gusci/inviluppi logaritmici, combinati con la teoria di Kummer che mette in correlazione le versioni simil-Frobenius e simil-étale degli oggetti, portano alle corrispondenze di Kummer logaritmiche (log-Kummer correspondences) per i valori theta. Le corrispondenze di Kummer logaritmiche hanno proprietà di non-interferenza che, se applicate, portano a ottenere la multiradialità dell'algoritmo finale; se si usano i valori theta su questo algoritmo, si costruiscono gli oggetti theta-pilota e i gusci logaritmici, tra i vari.
- I gusci logaritmici o "inviluppi logaritmici", in inglese log shells (per la precisione, i gusci logaritmi mono-analitici simil-étale) equipaggiati con funzioni di volume logaritmico (log-volume functions, dove il logaritmo è riferito a una misura p-adica) sono il primo dei tre oggetti principali per stabilire gli algoritmi multiradiali; inoltre, i gusci logaritmici sono anche gli oggetti su cui agiscono le indeterminazioni. I valori theta che agiscono su questi gusci logaritmici sono il secondo dei tre oggetti; i campi di numeri globali che agiscono su questi gusci logaritmici sono il terzo. I gusci logaritmici si possono anche pensare come "contenitori rigidi" e sono costruibili sia per campi locali archimedei che non-archimedei. I gusci logaritmici discussi nella IUT sono gusci logaritmici olomorfi simil-Frobenius, gusci logaritmici olomorfici simil-étale e gusci logaritmici mono-analitici simil-étale.

- Teoria delle categorie e topologia astratta: isomorfismo e isomorfismo naturale (e.g., isomorfismo dei monoidi topologici, isomorfismo di Kummer), omomorfismo (e omomorfismo naturale e iniettivo), automorfismo lineare e primitivo e interno e di inversione, poli-morfismo, poli-isomorfismo e poli-automorfismo più il concetto di poli-azione (un'azione attraverso il poli-automorfismo) e di capsula. Compattificazione (e il relativo genere), concetto poi ripreso dalla geometria algebrica; compattificazione liscia canonica. Rivestimento (originario della topologia ma esteso in geometria algebrica fino a formare il "rivestimento di Galois étale finito" e il "rivestimento abeliano", Galois covering e Abelian covering; quest’ultimo può essere o non essere ramificato. Rivestimento étale (étale covering, e.g. rivestimento étale profinito) e rivestimento temperato o "temp" (tempered covering); in questo contesto, l'analogo di un anabelioide connesso è il "temperoide connesso", mentre come proprietà l’analogo di "snello" è "temperato-snello" (temp-slim). Campi Kummer-fedeli (Kummer-faithful). Immersione aperta (e.g., di gruppi profiniti). Superficie topologica orientabile. Pre-fascio (presheaf). Morfismo (e.g., morfismo locale, morfismo di uno spazio Aut-olomorfico, morfismo di orbispazi Aut-olomorfici ellitticamente ammissibili con strutture di Kummer, morfismo di monoidi scissi), concetto per cui è necessario già conoscere le mappe che preservano la struttura (structure-preserving maps). Orbifold (cioè "orbit manifold" o "orbivarietà", e.g., orbifold complesso unidimensionale; le orbisuperfici invece sono orbivarietà bidimensionali, e.g., orbisuperfici di Riemann. Il concetto di orbispazio è correlato alle orbivarietà). Monoidi topologici astratti. Morfismo dei temperoidi (l'analogo in contesto temperato del "morfismo degli anabelioidi"). Il diagramma commutativo naturale, sollevamento (lift), il funtore (e.g., funtore controviariante) cioè una mappa tra categorie, il limite inverso (o "limite proiettivo")

- Analisi p-adica: lemma di Krasner e il logaritmo p-adico o "funzione logaritmica p-adica" (cioè la funzione inversa della funzione esponenziale p-adica)

- Teoria dei grafi: grafo duale, semi-grafo duale, semi-grafi di anabelioidi tutti e tre associati a una curva iperbolica. Semi-grafo profinito, semi-grafo non contraibile

- Teoria delle mappe (multidisciplinare, ma collegata in particolare con l'algebra astratta): mappe di transizione, mappa esponenziale p-adica (la mappa esponenziale invece deriva dalla geometria differenziale), mappa di Kummer di un campo k. Mappe di trasferimento (dove il trasferimento è un concetto di teoria dei gruppi) e mappe che preservano la struttura (structure-preserving maps, cioè omomorfismi). Forma bilineare (che deriva dal concetto di mappa bilineare), mappa naturale, mappa suriettiva

- Viene poi usata la teoria dei reticoli per costruire, nella IUT, il reticolo bidimensionale del logaritmo di theta (con i log-link e i theta-link), che è un reticolo altamente non commutativo.

- Teoria degli schemi: pila algebrica (algebraic stack) su un campo k, sottoschema aperto. Orbicurva iperbolica su un campo k (cioè, data una curva iperbolica su un'estensione finita di k, l'orbicurva iperbolica è una pila algebrica su k la quale ha un rivestimento di Galois étale finito Y → X). Orbicurva semi-ellittica su k strettamente di tipo Belyi. Orbicurva logaritmica liscia (smooth log-orbicurve) su un campo K di caratteristica 0, i tipi di orbicurva logaritmica liscia

- Viene usato anche il calcolo tensoriale siccome viene citato il prodotto tensoriale.

- Dalla teoria dei numeri algebrica, viene citato il lemma di Uchida (che a sua volta è parte del teorema di Neukirch-Uchida, che però fa parte della geometria anabeliana classica) e lo spazio analitico rigido (su cui si sviluppa la geometria rigida, "rigid geometry", o "geometria rigida analitica"; su di esso, si trova la fibra generica di Raynaud, Raynaud's generic fiber).
- teoria di Kummer (un filone all'interno della teoria dei numeri algebrica): le classi di Kummer, torre di Kummer
- Geometria algebrica: rivestimento étale, divisori di Cartier (un tipo di divisori in geometria algebrica) su uno schema, il divisore logaritmico di Cartier (Cartier log-divisor), torsore, punto critico di una curva continua (non è il "punto critico" in analisi di funzione, cioè in cui la derivata è pari a zero, ma un diverso concetto) e punto strettamente critico di una curva continua, funzione razionale k-corica (dove "k" è riferito a Kummer) e i suoi sottotipi
- Topologia algebrica: cociclo e co-confini (coboundaries), topologia profinita (e la sua compatibilità con la rigidità ciclotomica degli ambienti mono-theta)
- Teoria dell'omologia (una branca della topologia algebrica): la coomologia (una sequenza di gruppi abeliani con caratteristiche particolari che si distingue dall'omologia) e la classe di coomologia, la dimensione di coomologia, successione spettrale di Serre, successione spettrale di Leray, degenerazione di una successione spettrale

- Dato un campo K, un tripode su K è una curva algebrica che possiede un particolare isomorfismo. "Tripode" si può abbreviare con la sigla "tpd".

- Oltre alla funzione theta e alla funzione di volume logaritmico, tra le varie funzioni avanzate, è usata la funzione di volume logaritmico radiale.

- Teoria dei moduli: moduli topologici additivi e modulo di Tate.

- Geometria aritmetica: fasci di rette aritmetici (arithmetic line bundle) su uno schema X. Divisore aritmetico e divisore aritmetico principale. Funzione altezza logaritmica (logarithmic height function) di un fascio di rette aritmetico su uno schema X. Altezza di Faltings (Faltings height, htFalt). Metrica hermitiana su un fascio di rette. Abelinizzazione (una struttura algebrica viene resa abeliana). Ipotesi di Riemann per le varietà abeliane su campi finiti (dimostrata da Weil).

- Teoria delle varietà (geometria differenziale): varietà semi-abeliana (un'estensione della varietà abeliana con un toro algebrico) e varietà jacobiana di una compattificazione, superficie di Riemann (e.g., superficie di Riemann iperbolica di tipo finito, superficie di Riemann biolomorfa) ovvero una varietà complessa. Spazi Aut-olomorfici (Aut-holomorphic space) associati a una superficie di Riemann X. L'Aut-olomorficità (dove "Aut" deriva dalla parola "automorfismo") è correlata anche alle strutture Aut-olomorfe e pre-Aut-olomorfe e al disco Aut-olomorfo (in riferimento al disco aperto unità, unit open disc). Varietà p-adiche.
- Geometria anabeliana (approccio mono-anabeliano assoluto): trasporto mono-anabeliano (come tecnica di ricostruzione di strutture di anelli sviluppata da Mochizuki; la ricostruzione avviene nonostante alcune lievi indeterminazioni/perdite di informazione. La tecnica fa anche uso di risultati del distacco di Kummer, dell’isomorfismo di Kummer, dei ciclotomi e di due tipi di connessione: i link étale e i link Frobenius. I link Frobenius, attraverso un algoritmo, si ottengono dai link étale. Infine, i tre tipi di rigidità ciclotomica permettono l’applicazione, in geometria mono-anabeliana e nella IUT, della teoria di Kummer. Nella IUT viene applicata in tre diverse varianti in tre diverse porzioni dei theta-link)

- Identità miracolosa (Miracle Identity): questa identità trovata da Mochizuki durante lo studio della teoria di Hodge-Arakelov l'ha portato a iniziare a pensare e studiare il concetto di inter-universalità; dei calcoli a essa correlati inoltre portano a un potenziale collegamento tra la costruzione della IUT e l'ipotesi di Riemann attraverso la trasformazione di Melline inter-universale (p.46-47 del condensato di Yamashita).